# Herrnhut
Herrnhut (česky Ochranov, hornolužickosrbsky Ochranow) je město v německé spolkové zemi Sasko, které leží v saské části historického území Horní Lužice, v zemském okrese Zhořelec. Město nacházející se v tzv. Kottmarském regionu mezi Löbau a Žitavou má přibližně 5 800 obyvatel. Osada Herrnhut byla založena moravskými exulanty německého jazyka v roce 1722 na pozemcích hraběte Mikuláše Ludvíka Zinzendorfa. Zinzendorf se pak stal iniciátorem obnovení Jednoty bratrské, která se prostřednictvím misií stala celosvětově známou Obnovenou Jednotou bratrskou, označovanou v angličtině pojmem Moravian Church nebo zkráceně Moravians, česky Moravští bratři. Tato v Německu menšinová církev měla v roce 2018 po celém světě celkem asi 1 210 000 členů (včetně dětí), 1 700 komunit a 1 800 ordinovaných duchovních. Herrnhut je místem jejího původu a rovněž sídlem některých jejích centrálních institucí, jako je např. Archiv Jednoty bratrské (Unitätsarchiv).
V Herrnhutu se zachovaly unikátní pamětihodnosti připomínající období rozkvětu a největšího rozmachu misionářských aktivit v 18. století. Zdejší historická architektura, která se vyznačuje stylem zvaným herrnhutské baroko, zaujme svou prostotou a elegancí, s níž byly vybudovány stavby jako Sborový sál a některé obytné i provozní budovy zdejší Jednoty bratrské. Ty potom sloužily jako předloha pro církevní architekturu v celosvětové diaspoře. Město je známo produkcí tzv. herrnhutských hvězd, jejichž výrobu lze pozorovat v místní manufaktuře. V turistické propagaci se pro ně používá claim: „Herrnhut – malé světové město“. V roce 2016 byl Herrnhutu Společenstvím evangelických církví v Evropě propůjčen čestný titul „Evropské město reformace“. V roce 2024 bylo město s dalšími sídly Moravské církve po celém světě zapsáno na seznam světového kulturního dědictví UNESCO.

## Geografie

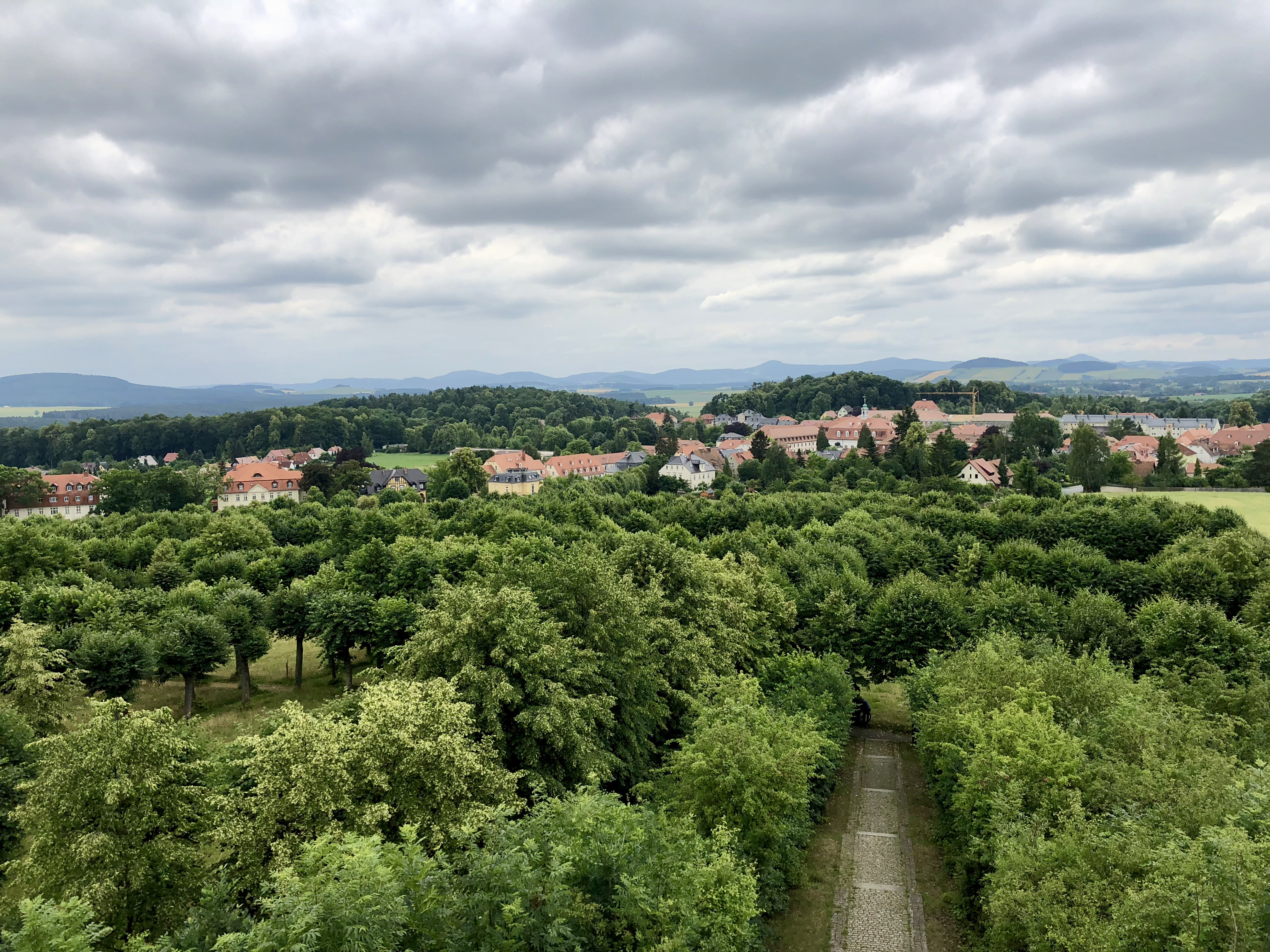
Pohled na Herrnhut z altánu na Hutbergu

### Poloha
Město leží v jihovýchodním Sasku v německé části historického území Horní Lužice, kde je součástí tzv. Kottmarského regionu. Nejbližšími městy jsou Löbau (11 km východně) a Žitava (16 km jižně). Od severočeského Rumburka a Varnsdorfu je Herrnhut vzdálen asi 20 km, od Liberce ca 40 km, Drážďany leží 90 km daleko západním směrem. Nejmarkantnější vyvýšeninou Kottmarského regionu je horský hřeben Kottmar (582 m n. m.), vzdálený od centra Herrnhutu 8 km, který zde tvoří přirozené rozvodí. Reliéf území Herrnhutu je charakterizován několika zalesněnými vrchy, jako jsou Hengstberg (421 m n. m.) jižně od centra, Heinrichsberg východně od centra, Witwerberg a zvláště vrch Hutberg (374,6 m n. m.), na němž se nachází hřbitov Gottesacker a rozhledna v podobě altánu, která je symbolem města vyobrazeným také na městském znaku. Územím Herrnhutu protékají potoky Petersbach pramenící na Kottmaru a Dreibörnerbach, jenž pramení na severním svahu hory Sonnenhübel. Jižně a východně od města se rozkládá les v majetku Jednoty bratrské (Unitätswald) o rozloze ca 700 ha, který byl plánovitě vysázen po roce 1874.

### Geologie
V geologickém podloží pod územím města Herrnhut převažuje východolužický (případně seidenberský) granodiorit, který na jihovýchodě Horní Lužice tvoří souvislé pásmo (tzv. Granodioritový komplex) vzniklé před 400–260, popř. až 126 miliony let. Následkem vulkanické činnosti před 30–20 miliony let (oligocén, miocén) potom na povrch pronikly bazaltoidy (Hutberg) a fonolity (Kottmar). Půda se zde skládá ze svahové hlíny, úlomků kamene a spraše z pleistocénu a doby ledové (Weichsel), dále pak z usazenin proglaciálního jezera z období Elsteru a nejstaršího miocénu.

### Vodstvo

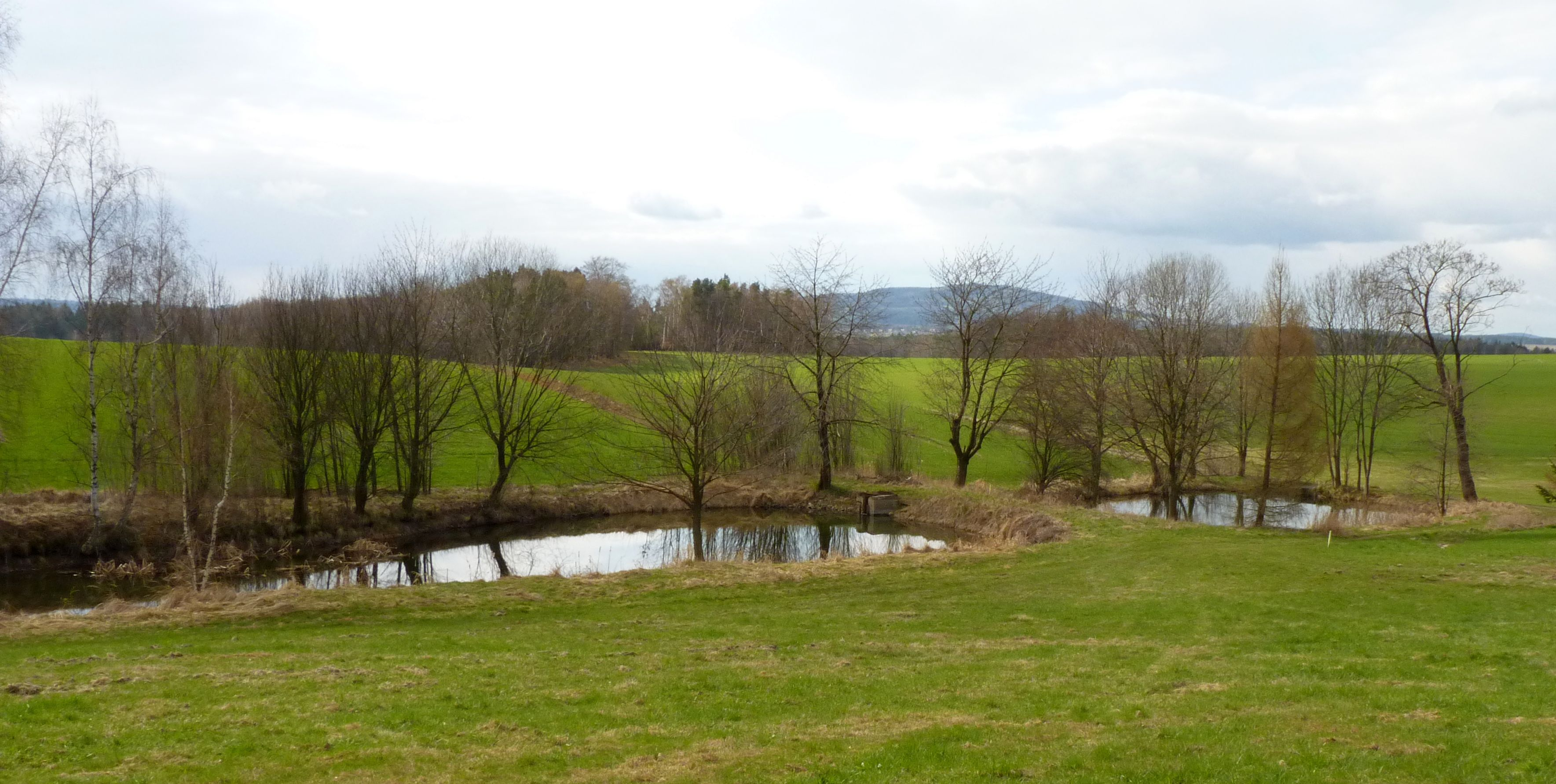
Chovné rybníky na horním toku potoka Dreibörnerbach

V Herrnhutu a jeho okolí v okruhu 25 km je registrováno 76 vodních ploch a toků. Hlavními toky na území města jsou dva potoky: Petersbach a Dreibörnerbach. Petersbach je asi 13 km dlouhým přítokem Pließnitz, což je přítok Lužické Nisy. Pramení na východním svahu Kottmaru a před tím, než do něj vyústí potok Friedensthalbach, přitéká od západu na území města. Jeho povodí je chráněno na základě Směrnice o stanovištích, protože zde žijí chráněné ryby. Potok Dreibörnerbach pramenící na severním svahu hory Sonnenhübel je dlouhý pouze 3 km. Protéká místní částí Großhennersdorf. Největšími místními rybníky jsou Forellenteich v centru města, a Großer Teich a Leubener Teich v místní části Großhennersdorf. Pitná voda, která byla po založení Herrnhutu nejprve získávána ze dvou studní pomocí dřevěného potrubí, je dnes z větší části dodávána vodovodem, jenž patří sdružení ZV Oberlausitz Wasserversorgung.

### Podnebí
Podnebí v Herrnhutu je mírné, podle Köppenovy-Geigerovy klasifikace podnebí odpovídá pásmu Cfb, tedy oceánskému podnebí. Po celý rok je zde dostatek srážek, které jsou zřetelné i v nejsušším měsíci. Průměrná roční teplota je tu podle klimatického modelu, který zpracovával data v letech 1982–2012, 7,6 °C. Roční úhrn srážek je 621 mm. V únoru, který je na srážky nejchudší, je jejich množství 34 mm. Největší průměrné množství srážek 75 mm je v červenci. Červenec je s průměrnou teplotou 16,8 °C nejteplejším měsícem roku. Nejchladnější je leden s −2,2 °C.

### Flora a fauna
Území města se částečně překrývá se dvěma chráněnými oblastmi podle Směrnice o stanovištích, jimiž jsou povodí Pließnitz, což je levý přítok Lužické Nisy, a oblast „Čedičové a znělcové kupy na východě Horní Lužice“ (Basalt- und Phonolithkuppen der östlichen Oberlausitz), do níž patří vrch Großer Berg/Schönbrunner Berg jihovýchodně od místní části Großhennersdorf. V „Oblasti Pließnitz“ (Pließnitzgebiet), která zahrnuje potoky: Petersbach, Dreibörnerbach, Triebenbach, Erlichbach, Hinteres Flüssel a rybník Forellenteich, jsou chráněni bezobratlí: modrásek bahenní (Phengaris nausithous), klínatka rohatá (Ophiogomphus cecilia), modrásek očkovaný (Phengaris teleius) a obratlovci: mihule potoční (Lampetra planeri), vranka obecná (Cottus gobio), sekavec písečný (Cobitis taenia), vydra říční (Lutra lutra), netopýr velký (Myotis myotis) a netopýr černý (Barbastella barbastellus). V oblasti „Čedičové a znělcové kupy na východě Horní Lužice“ jsou chráněni: netopýr velkouchý (Myotis bechsteinii), netopýr velký (Myotis myotis) a netopýr černý (Barbastella barbastellus).
Studiem rostlin v Herrnhutu a jeho okolí se zabýval botanik a pedagog Jednoty bratrské Friedrich Wilhelm Kölbing (1803–1850). Jeho floristické výzkumy zdokumentované v rukopisech Flora Gnadenfeldensis a Flora Lusatica, které jsou uloženy v herrnhutském Archivu Jednoty bratrské, jsou cenným dokumentem pro studium flory Horní Lužice. Poskytují totiž informace o zaniklých stanovištích a některých vzácných druzích rostlin, jako je např. kozlíček kýlnatý (Valerianella carinata), smrkovník plazivý (Neottia repens) či kruštík tmavočervený (Epipactis atrorubens).

### Místní části

Místní části Herrnhutu

Město Herrnhut se dělí na 13 místních částí:
- Berthelsdorf – Původně samostatná obec byla poprvé písemně zmíněna v roce 1317. Od 31. prosince 2012 je místní částí Herrnhutu. V roce 2016 měla 995 obyvatel (31.12.2016).[22]
- Euldorf – Osada Euldorf, která vznikla u vodního mlýna, byla poprvé písemně zmíněna v roce 1481. Od 1. ledna 2011 je místní částí města. V roce 2016 měla 23 obyvatel.
- Friedensthal – Osada Friedensthal byla založena tehdejším vlastníkem rytířské usedlosti Strahwalde v roce 1808. Od 1. ledna 2010 je místní částí Herrnhutu. V roce 2016 měla 30 obyvatel.
- Großhennersdorf – Původně samostatná lesně-lánová ves byla poprvé písemně zmíněna v roce 1296. Od 1. ledna 2011 je místní částí města Herrnhutu. V roce 2016 měla 1143 obyvatel.
- Herrnhut – Původní katastrální území Herrnhutu mělo v roce 2016 1314 obyvatel.
- Heuscheune – Osada Heuscheune byla poprvé písemně zmíněna v roce 1591. Od 1. ledna 2011 je místní částí města. V roce 2016 měla 17 obyvatel.
- Neundorf auf dem Eigen – Obec Neundorf auf dem Eigen byla poprvé písemně zmíněna v roce 1283. Od 1. dubna 1938 byla součástí Großhennersdorfu, od 1. ledna 2011 je místní částí Herrnhutu. V roce 2016 měla 177 obyvatel.
- Ninive – Obec Ninive (dříve Neuoberruppersdorf), jejíž současný název je patrně odvozen od názvu zdejšího hostince, je místní částí Herrnhutu od roku 1930. V roce 2016 měla 163 obyvatel.
- Rennersdorf – Obec Rennersdorf byla poprvé písemně zmíněna ve zhořeleckých městských knihách v roce 1406. Od 1. března 1994 byla začleněna do obce Berthelsdorf, od 31. prosince 2012 je místní částí Herrnhutu. V roce 2016 měla 518 obyvatel.
- Ruppersdorf – Obec Ruppersdorf byla poprvé písemně zmíněna v roce 1320. Od 1. března 1994 je začleněnou místní částí. V roce 2016 měla 910 obyvatel.
- Schönbrunn – Osadu Schönbrunn založila pro exulanty z Čech majitelka Großhennersdorfu Henriette Sophie von Gersdorf v roce 1724. Po začlenění do Großhennersdorfu je od 1. ledna 2011 místní částí Herrnhutu. V roce 2016 měla 32 obyvatel.
- Schwan – Obec Schwan byla v roce 1930 začleněna pod Ruppersdorf. Od 1. března 1994 je místní část města Herrnhutu. V roce 2016 měla 104 obyvatel.
- Strahwalde – Obec byla poprvé písemně zmíněna v roce 1317. Za vlády braniborské dynastie Askánců spadala pod pravomoc města Löbau. Od 1. ledna 2010 je místní částí Herrnhutu. V roce 2016 měla 702 obyvatel.

## Historie

### Úvod: Mikuláš Ludvík Zinzendorf a exulanti

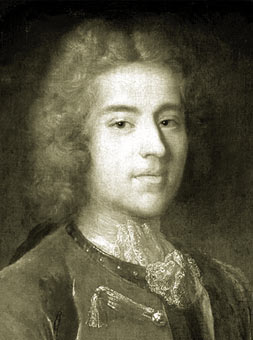
Mikuláš Ludvík Zinzendorf (1700–1760) v Paříži v roce 1719; výřez z reprodukce olejomalby o rozměrech 81x62,5 cm, jejímž autorem je Alexander Belle (Archiv Jednoty bratrské GS.030)

Mikuláš Ludvík hrabě z Zinzendorfu a Pottendorfu (1700–1760) byl saský šlechtic narozený v Drážďanech v prastarém rodu pocházejícím z rakouského vévodství, z matčiny strany byl rovněž potomkem hornolužického rodu Gersdorffů. Jeho rod usídlený tehdy na venkovském zámku v Großhennersdorfu byl vlastníkem této obce a okolních pozemků. Zinzendorf zde strávil své rané dětství v prostředí, které bylo výrazně nakloněno hnutí pietistů. Pietismus se jakožto duchovní obnova německého luterství, jež se od 17. století rozšířila i mezi jinými národy, vyznačoval důrazem na mystickou a emocionální zkušenost, která byla chápána jako protiklad vnějšího konformismu. Jeho název je odvozen od tajných společenství, která podporovala i Zinzendorfova rodina, což byla tzv. collegia pietatis (tj. zbožná společenství). Bezprostředním otcem tohoto hnutí byl luterský kněz Philipp Jacob Spener. Poté se pietismus šířil z univerzity v Halle, kde pod vedením Augusta Hermanna Francka vyvíjel dobře organizovanou dobročinnou činnost, a z Württemberska. Württemberský pietismus šel dále svou vlastní cestou a byl mnohem tolerantnějšího ducha než pietismus hallský.
Mladý Zinzendorf studoval v letech 1710–1716 na internátním Franckeho paedagogiu v Halle mezi dalšími šlechtickými syny z pietistických kruhů. Dobře si vedl v řečtině, latině a francouzštině, podle tehdy obvyklého modelu se začal angažovat v organizování skupinek určených modlitbám a svědectvím. Šestnáctiletý Zinzendorf opouštěl Halle s tím, že zde bude studovat na univerzitě, jeho poručník, strýc Otto Christian, jenž pietistou nebyl, však rozhodl, že se bude připravovat na diplomatickou dráhu studiem práv v saském Wittenbergu – centru ortodoxního luteránství. V období let 1716–1719 navštěvoval přednášky z oblasti práva, historie, fyziky, logiky a etiky, jeho hlavním zájmem však zůstávala teologie. Svůj volný čas proto využíval k četbě Bible, především řeckého Nového zákona, a teologických děl Spenera, Gedikena, Kromayera, Seckendorffa, Schelwega, Langeho a samozřejmě Luthera. Aby se obrnil proti duchovnímu ovzduší Wittenbergu, které vnímal jako ohrožení své hallské pietistické zkušenosti, vytvořil si téměř zákonický systém osobních pobožností. Kromě svého denního modlitebního programu a studia Bible věnoval příležitostně celou noc modlitbám. Zaníceně obhajoval hallská stanoviska, šířil pietistickou literaturu a do francouzštiny přeložil Franckeho pojednání o modlitbě. Mezitím ale chodil také na hodiny tance a šermu, což bral jako zdravé tělesné cvičení. V roce 1718 se neúspěšně pokusil zprostředkovat teologickou disputaci mezi Halle a Wittenbergem. Traktátu, který sepsal o možnostech sjednocení obou náboženských proudů, se dostalo vřelého ocenění. Součástí Zinzendorfova vzdělání byla kavalírská cesta v letech 1719–1720, při níž navštívil Lipsko, Frankfurt nad Mohanem, Porýní, Utrecht, Goudu, Rotterdam, Delft, Haag, Leiden, Harlem a Amsterdam, kde se seznámil nejen s luterskými souvěrci, ale i s reformovanými, mennonity, arminiány a anglikány. Po třech měsících studia v Holandsku odjel na půl roku do Paříže. Zde na něj udělal dojem kardinál Louis de Noailles z jansenistické frakce římskokatolické církve, s nímž sdílel podobný pohled na křesťanství. Zinzendorf tak získal celoživotní respekt vůči katolicismu.

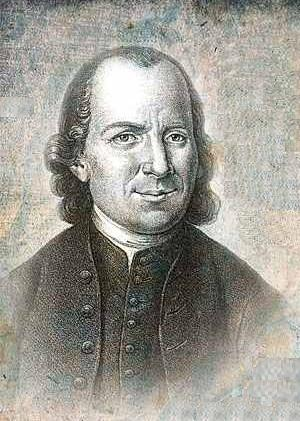
Christian David (1692–1751)

Konec Zinzendorfova pobytu v Paříži v květnu 1720 byl také ukončením jeho univerzitních studií. Před dovršením věku pro vstup do státní služby prožil romantickou epizodu se sestřenicí Theodorou von Castell, na naléhání matky se ovšem přednostního nároku na Theodořinu ruku vzdal a sám zprostředkoval její seznámení se svým přítelem hrabětem Heinrichem von Reuss. Po dovršení plnoletosti si uvědomil, že jediným motivem jeho veškeré práce na univerzitě a studijních cest bylo oslavit Boha. Během následného přechodného drážďanského období pak jeho rodina koupila berthelsdorfské panství nedaleko Großhennersdorfu, které získal Zinzendorf v roce 1722. Další událostí v jeho životě byla svatba se sestrou zmíněného hraběte von Reuss Erdmuth Dorotheou von Reuss (1700–1756), které od samého počátku manželství předal vedení finančních záležitostí. Ve stejnou dobu do Horní Lužice připutovali náboženští exulanti z Moravy, což byla událost, díky níž, jak se později ukázalo, Zinzendorf konečně našel své životní poslání. Skupina těchto exulantů vedená potulným tesařem Christianem Davidem (1692–1751) přišla do kontaktu s Zinzendorfem prostřednictvím budoucího faráře na Berthelsdorfu Johanna Andrease Rotheho. Hrabě ihned pocítil sympatie vůči těmto lidem a jejich tíživé situaci a přislíbil, že pro ně zajistí místo v dosud neobydlené části panství.

### Založení Herrnhutu (1722)

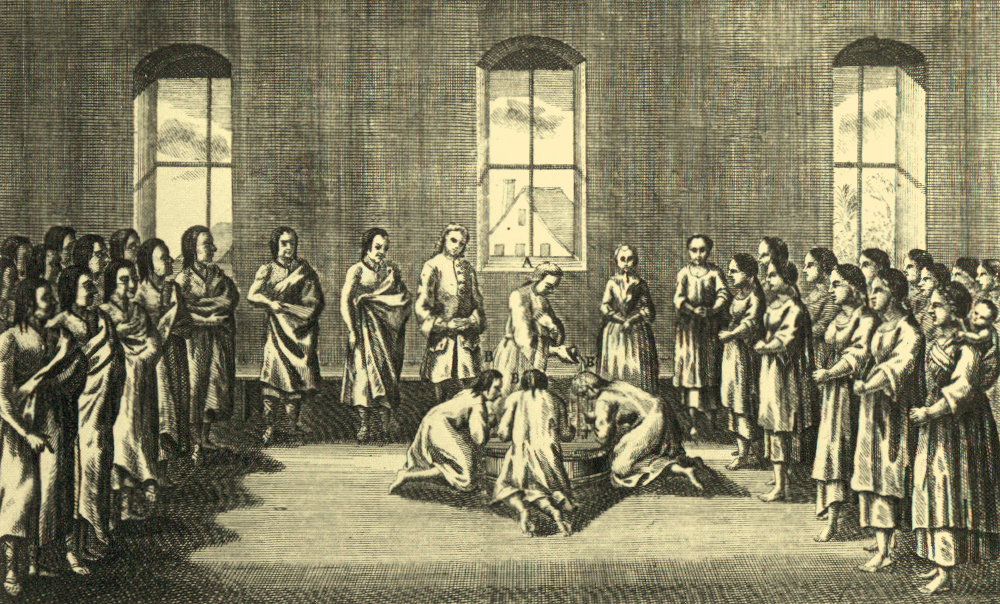
Křest Indiánů v Bethlehemu; kresba tuší z roku 1754 o rozměrech 22x18 cm, autor neznámý (Archiv Jednoty bratrské)

Prvním úkolem této skupinky exulantů bylo postavit si vlastní domy. Zinzendorfův správce Heitz předvídal, že se budou rozrůstat, proto zvolil strategicky významné místo mezi Löbau a Žitavou pod úpatím Hutbergu. Dne 17. června 1722 pokácel Christian David první strom na stavbu nové osady. Toto výročí se každoročně v prostředí Jednoty bratrské připomíná. Zinzendorf vše schválil a dal osadě jméno „Herrnhut“ v naději, že toto místo bude nejen pod Pánovou ochranou („unter des Herrn Hut“), nýbrž také na stráži pro Pána („auf des Herrn Hut“). V roce 1723 se k osadníkům přidala rodina Neiserových, Quittových a Riedelových, čímž osazenstvo dosáhlo počtu 26 osob. O rok později se připojil David Nitschmann, Melchior Zeisberger a Johann Töltschig ze Suchdolu nad Odrou. V témže roce byl položen základní kámen ke stavbě školy, z níž se stal pozdější Sborový dům (Gemeinhaus) na herrnhutském náměstí. Zinzendorf, inspirován z Halle, se pustil do uskutečňování záměru vytvořit ze svého panství centrum sítě náboženské a pedagogické práce. O svém plánu nadšeně informoval Francka, který však tento postup viděl spíše jako konkurenci vlastním institucím. Když počet uprchlíků z Moravy rostl, dostavily se první stížnosti od majitelů sousedních panství, kteří v aktivitách hraběte spatřovali podvracení poslušnosti vůči vrchnosti. Po příchodu fanatika Johanna Sigmunda Krügera, který osadu opustil roku 1726, došlo ke krizi také v samotném herrnhutském společenství. V roce 1727 byl Zinzendorf uvolněn ze státní služby, načež se odstěhoval do nově postaveného panského domu (Herrschaftshaus) v Herrnhutu. Brzy pochopil, že je nezbytné ponechat moravským bratřím vlastní identitu, jež by byla pokračováním staré Unitas Fratrum. To znamenalo zřízení systému církevní kázně, který byl jedním z charakteristických rysů staré Jednoty. Dne 12. května 1727 byla přijata nově vytvořená herrnhutská ústava, která se svými ustanoveními pokoušela řešit tento problém tak, aby nedošlo k porušení saského církevního práva. Sami exulanti měli jen slabé znalosti vlastní historie, Christian David však znal knihu Jana Amose Komenského Historia fratrum Bohemorum, eorum ordo et disciplina ecclesiastica cum ecclesiae Bohem. ad Anglicanam Paraenesi o historii a řádu Jednoty bratrské, a naléhal na Zinzendorfa, aby toto dílo přeložil. Kniha vypůjčená v knihovně žitavské městské rady hraběte zaujala, při čtení tohoto textu si uvědomil, že Jednota bratrská není sekta, nýbrž se nepopiratelně jedná o církev předcházející vlastnímu luterství. Z knihy pak pořídil německý výtah, přidal slavnost Hody lásky, a tak byly vytvořeny statuty moravské církve. Dne 13. srpna 1727 se Berthelsdorfu konala Večeře Páně za účasti obce čítající již kolem 300 osob, kterou vedl Rothe a Zinzendorf, což je obecně považováno za okamžik duchovního zrození Obnovené Jednoty bratrské.

### Rozkvět herrnhutského společenství a misijní činnost

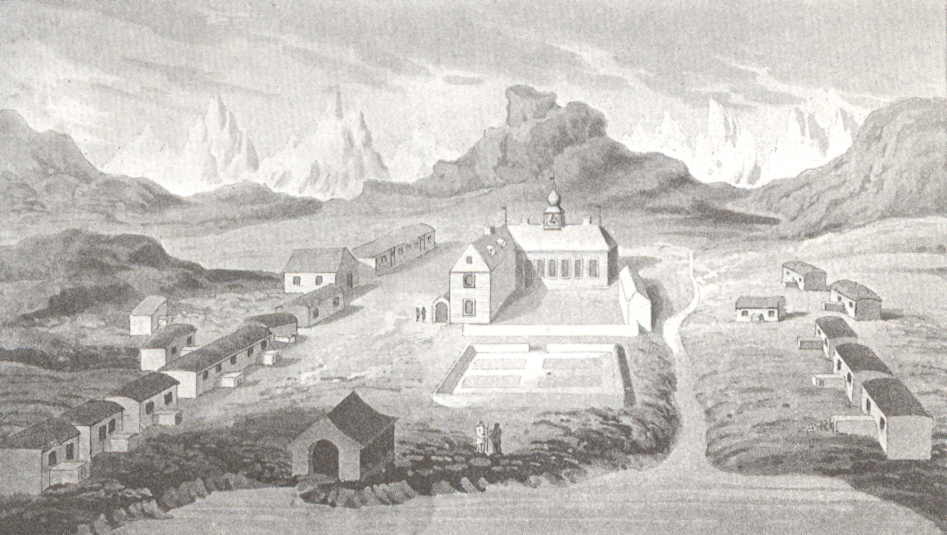
Osada Neu-Herrnhut v Grónsku, kterou založil Christian David v roce 1733 (dnes Noorliit a Nuuk)

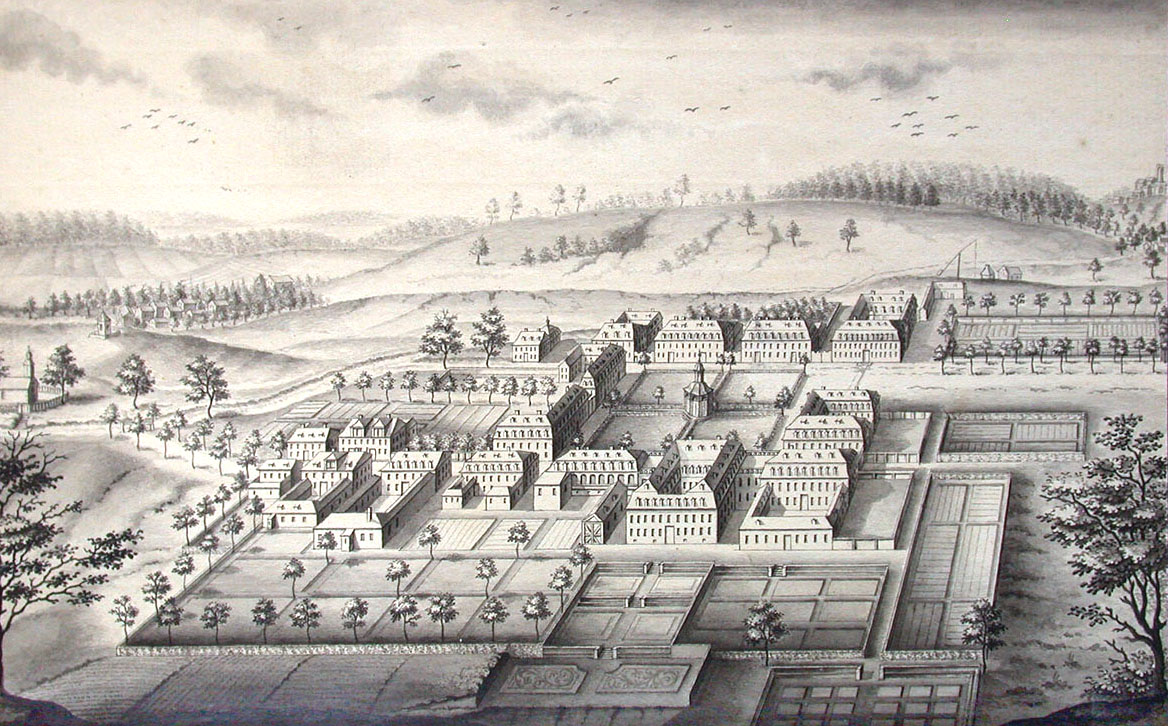
Pohled na sídliště Herrnhaag poblíž Büdingenu před rokem 1835 (Hessisches Landesmuseum Darmstadt HO 222)

Podle zprávy Christiana Davida měla v roce 1729 osada Herrnhut 45 domů. Duchovní vedení obce bylo zprvu charismatické a poskytovalo dostatek prostoru i lidem bez obvyklé církevní přípravy a vzdělání. Pro závažná rozhodnutí bylo od roku 1728 užíváno losu, což bylo mezi pietisty velmi rozšířeno. V roce 1732 bylo dobrovolné užití losu zavedeno i pro rozhodování o sňatku. Okolnosti způsobily, že se dění v Herrnhutu a jeho nakažlivé pojetí křesťanství nevyhnutelně šířilo dál. Zinzendorf, jenž se v roce 1731 definitivně vyvázal ze služeb drážďanského dvora, dokázal při tom obratně využívat svých společenských kontaktů. V roce 1731 se při návštěvě korunovace Kristiána VI. v Kodani seznámil s černošským otrokem ze Západoindických ostrovů, který musel ihned přijet do Herrnhutu a vyprávět zde o potřebě evangelizace svých spolubratrů v otroctví. O rok později se Leonhard Dober a Tobias Leupold přihlásili jako první dobrovolníci k misijní službě. Církevní rada pak rozhodla podle losu o vyslání Dobera s Nitschmannem do Kodaně a potom lodí na ostrov Svatého Tomáše, kde jejich misie působí dodnes. Následně byli vysíláni misionáři do Grónska, kde bratrské misie fungovaly až do roku 1900, než byly (např. v Akunnatu) předány dánské státní církvi. Misionáři si zprvu museli na živobytí vydělávat sami, aby domorodce učili hodnotě práce.
V letech 1727–1732 narůstala opozice Herrnhutu v luterské církvi. Zinzendorfovo dobré postavení v této církvi, k níž byl po celý život loajální, nemohlo dlouho vydržet. Silná protizinzendorfská strana v Jeně a Halle byla pobouřena zvláště jeho financováním zpěvníku a modlitební knížky pro římské katolíky koncem roku 1727. Pokračující přistěhovalectví z Čech a Moravy, žárlivost sousedních duchovních a rovněž intriky vlastních příbuzných uvrhly hraběte do nesnadného postavení. Dne 28. října 1732 vydal saský kurfiřt reskript, v němž nařizoval Zinzendorfovi, aby se vzdal svého majetku a do tří měsíců opustil Sasko. Herrnhut a Berthelsdorf byl už 13. listopadu převeden na manželku Erdmuth Dorotheu. Na pozvání hraběte dorazili na panství teologové z Tübingen, kteří v Herrnhutu nenašli nic, co by bylo v rozporu s luteránstvím. V roce 1733 byl z Halle vykázán herrnhutský duchovní vůdce Augustus Gottlieb Spangenberg, čímž se prohloubily rozdíly mezi Halle a Obnovenou Jednotou bratrskou. Zinzendorf byl již tehdy rozhodnut stát se kazatelem, v roce 1734 složil duchovní píseň na téma „Kristovy krve a ran“, která byla příznačná pro jeho další teologické směřování.
Roku 1734 podnikl hrabě s neskrývaným odporem vůči konvenci první kroky ke své ordinaci. Se skupinou spolupracovníků se připravoval zejména intenzivním studiem Bible. Ve Stralsundu se pak podrobil třídenní zkoušce z teologie vedené v latině a řečtině, což vedlo k získání certifikátu o pravověrnosti z luterského hlediska. Po předložení osobního prohlášení v Tübingen byl potom uznán za kazatele evangelia. Dalším krokem bylo biskupské vysvěcení losem vybraného Davida Nitschmanna při soukromém obřadu v Berlíně 13. května 1735, které provedl Daniel Ernst Jablonský, vnuk Jana Amose Komenského. Během tohoto roku se také zrychlilo tempo misijní práce, jež probíhala i v Surinamu, Georgii a Rusku. Po své návštěvě Holandska Zinzendorf dosáhl v roce 1737 přízně pruského krále Fridricha Viléma I., jenž se u Jablonského přimluvil za jeho ordinaci. Slavnost se konala 20. května 1737 v domě Jablonského. Přítomen byl také biskup Nitschmann, biskup Sitkovius z polského Lešna poslal svůj souhlas v dopise. Toto biskupské svěcení bylo nadmíru neobvyklou záležitostí, neboť zde duchovní reformované církve světil luterána na biskupa třetí vznikající církve.
Zatímco byl Herrnhut v péči manželky Erdmuth Dorothey, odcestoval Zinzendorf do Londýna na první setkání synodálů Jednoty bratrské, kteří rozhodli, že „jejich vrchním starším bude Ježíš Kristus“. Pak Zinzendorf podnikl plavbu do New Yorku, odkud inkognito pokračoval do Pensylvánie. Při slavnostním latinském projevu, který vyslechl i Benjamin Franklin, však svou identitu odtajnil. V Pensylvánii, kde již probíhala misijní činnost mezi tamními Němci, chtěl realizovat svou vizi neviditelné neformální „církve Božího ducha“. V té době došlo k založení osady jménem Bethlehem. Úsilí o sjednocení protestantských církví tehdy narazilo na spory s přísnými kalvinisty, separatisty a luterány.
Během Zinzendorfova pobytu v severoamerických koloniích rostla v hnutí snaha vytvořit samostatnou denominaci. V letech 1743–1748 propuklo v církvi tzv. „období tříbení“, které se vyznačovalo překroucením a úpadkem původní myšlenky. Ve sboru v sídlišti Herrnhaag, v jehož čele byl Zinzendorfův syn Christian Renatus, docházelo v nepřítomnosti hraběte k bizarním výstřednostem: „blázínkovství“ herrnhaagských se vyznačovalo používáním infantilních zdrobnělin a vyjadřováním lásky ke Kristu a jeho ranám s čím dál zřetelnějším sexuálním podtextem, což vyvolávalo pobouření a ostrou kritiku. Teprve, když si v roce 1748 u Zinzendorfa stěžoval vysloužilý voják Karl von Piestel z Herrnhutu, rozhodl se hrabě sesadit svého syna z pozice pastora Herrnhaagu. Zdravý duch církve se pak obnovil sám a Herrnhaag, jehož osazenstvo odcestovalo na misie, byl zcela vyklizen.

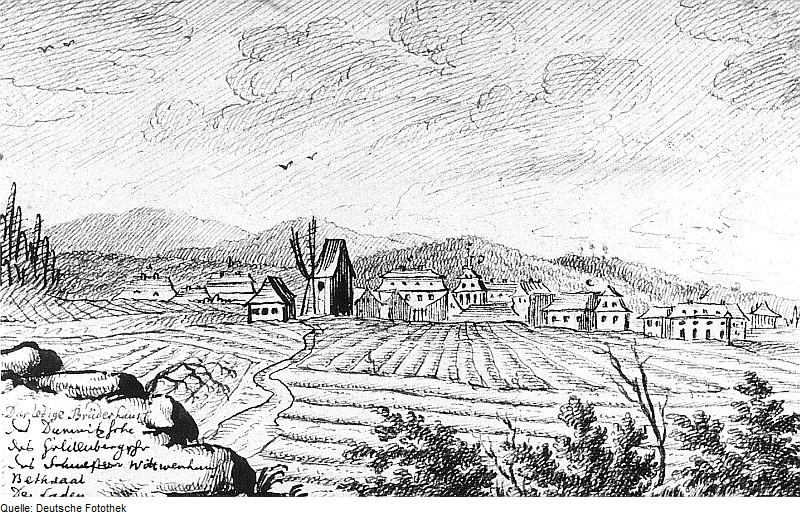
Herrnhut s větrným mlýnem; kresba Johanna Gottfrieda Schultze z roku 1765 (Görlitz, Graphisches Kabinett)

Až do roku 1747 byl hrabě stále na cestách. Téhož roku přišly dobré zprávy ze Saska, kde kvetoucí herrnhutská řemeslná výroba, úrodná pole a spořádaný život komunity poskytovaly výmluvné svědectví o tom, jak vypadá praxe nového náboženského hnutí. Fridrich II. Veliký roku 1747 Herrnhut navštívil a to, co zde viděl, na něho udělalo příznivý dojem. Následovala amnestie pro Zinzendorfa, která znamenala ukončení jeho pobytu v exilu. Královský dekret z 11. října odvolal jeho vypovězení a obnovil jeho privilegia. Moravané byli následně v Sasku uznáni jako příslušníci augsburského vyznání s naprostou svobodou vyznání a bohoslužeb. Dne 16. dubna 1748 potom Dolní sněmovna britského parlamentu schválila „Zákon podporující osoby patřící k takzvané Jednotě bratrské v osidlování kolonií Jeho Veličenstva v Americe“. Tím byla církev definitivně vyňata z kategorie sekt. Po tomto úspěchu však Zinzendorf musel v Londýně řešit ožehavou otázku církevních financí, neboť dluh Jednoty bratrské v roce 1753 vzrostl na 130 000 liber. Okružní cestou po sborech se pak Zinzendorf roku 1755 vrátil do Herrnhutu.

### Herrnhut jako centrála Obnovené Jednoty bratrské

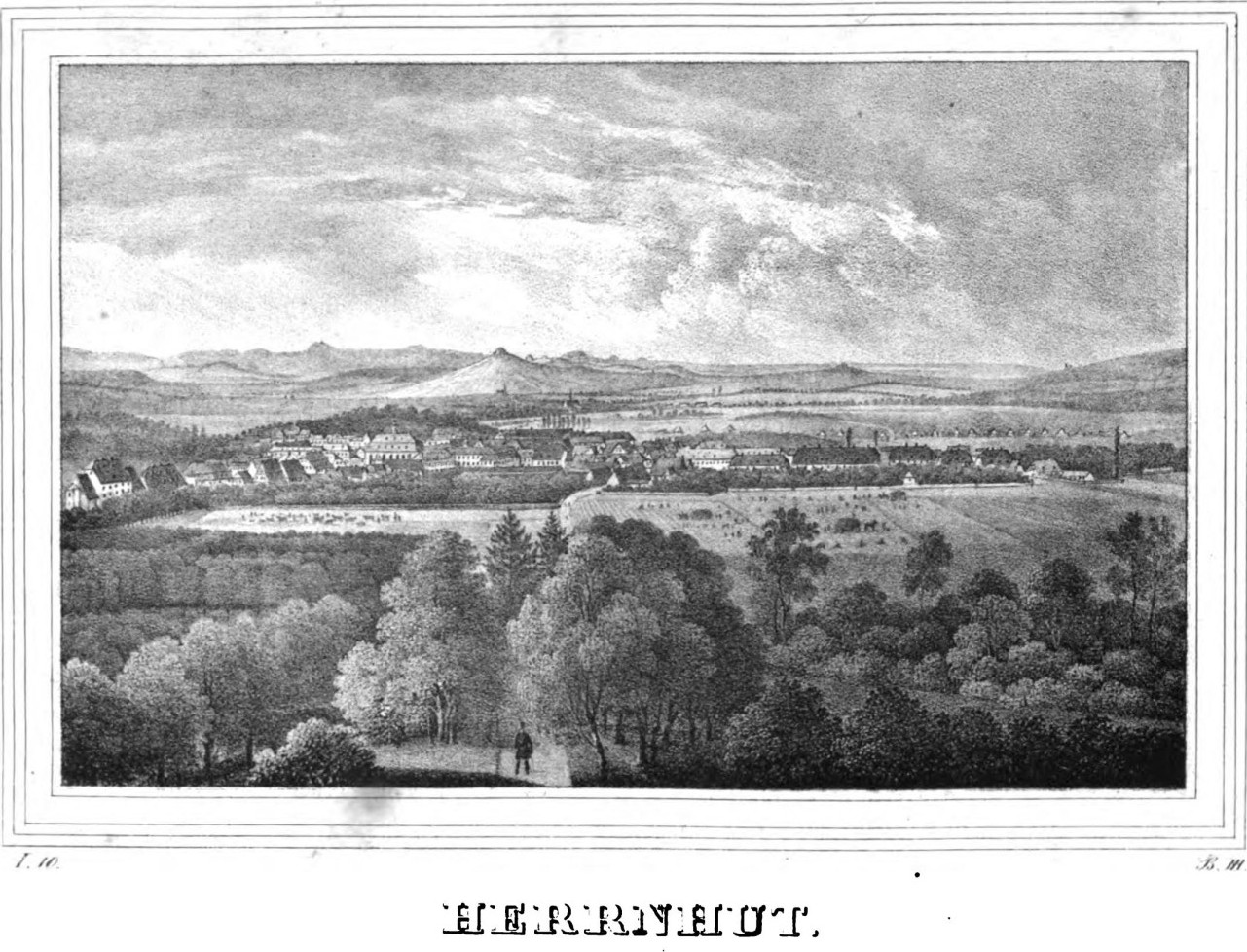
Herrnhut v roce 1835 (Saxonia Museum für saechsische Vaterlandskunde. Band 1. Dresden: Pietzsch und Comp.)

Po svém návratu obýval Zinzendorf Herrschaftshaus, v němž s rodinou bydlel už v roce 1727. Administrativní práci, která nebyla jeho silnou stránkou, přenechal povolanějším; jeho soukromé a církevní účty byly odděleny. V roce 1756 zemřela jeho žena Erdmuth Dorothea, po jejíž smrti prožil nesmírně těžký rok. I přes nepříjemné pocity viny se potom v roce 1757 v úzkém rodinném kruhu tajně oženil s Annou Nitschmannovou, která v církvi sloužila jako sestra Starší. V posledních letech žil mezi lidmi jako pastor, jenž se snaží sbor před svým odchodem dát do pořádku. V Herrnhutu tehdy žilo asi devadesát osob hovořících anglicky, pro něž pravidelně pořádal bohoslužby v angličtině. Téměř denně se scházel se staršími, učiteli a misionáři, jejichž prostřednictvím z Herrnhutu spravoval celosvětovou diasporu Obnovené Jednoty bratrské. V roce 1760 začal trpět zánětlivými horečkami, takže byl již po většinu času upoután na lůžko. Dne 9. května 1760 Zinzendorf uprostřed modliteb svých příbuzných, přátel a spolupracovníků zemřel. Na jeho náhrobku na Hutenbergu jsou tato slova: „Zde leží pozůstatky nezapomenutelného muže Božího Mikuláše Ludvíka, hraběte a pána z Zinzendorfu a Pottendorfu, který se díky Boží milosti, své věrnosti a neúnavné službě stal váženým biskupem Jednoty bratrské, znovu obnovené v osmnáctém století. Narodil se 26. května 1700 v Drážďanech a do radosti svého Pána vešel 9. května 1760. Byl povolán, aby nesl ovoce a to ovoce aby zůstalo.“

### Herrnhut v letech 1760–1929

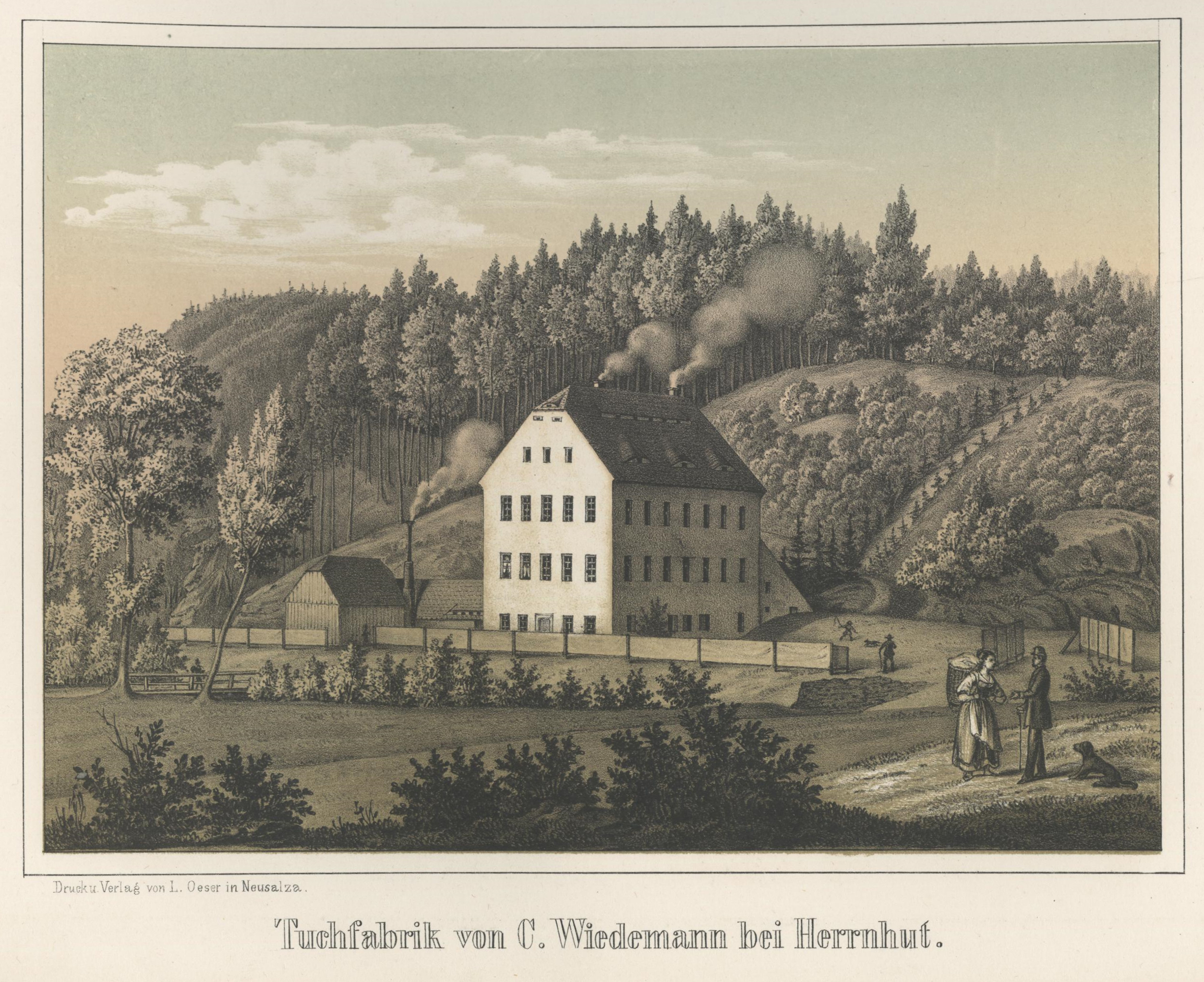
Textilní továrna C. Wiedemanna v Herrnhutu (1856). Album der Sächsischen Industrie, Band 1, Druck und Verlag von Louis Oeser in Neusalza

Po Zinzendorfově smrti se v Herrnhutu neobyčejně dařilo textilnímu průmyslu a s ním spojenému obchodu, který se mohl opírat o mezinárodní síť misionářů. Herrnhutská firma Abraham Dürninger & Co. patřila ve 2. polovině 18. století k nejvýznamnějším exportérům plátna v celé Horní Lužici. Její síť obchodníků a zprostředkovatelů vyvážela hornolužické plátno přes opěrné body v Lipsku, Hamburku, Amsterdamu nebo Cádizu až do Střední a Jižní Ameriky. I samotní žitavští pláteníci, kteří se dosud zaměřovali spíše na export do Anglie a Itálie, tehdy v Dürnigerovi viděli nebezpečného konkurenta. V pamětním spise syndika Jednoty bratrské Johanna Friedricha Koebera z roku 1764, který je věnován hospodářské úloze Herrnhutu v Horní Lužici, se píše: „Prostřednictvím Jednoty bratrské jsou v zemi zakládána některá nová místa, jejichž okolí se kultivuje, do země přišlo několik tisíc poddaných a obyvatel, byly založeny nové továrny, manufaktury a obchody..., cirkulují zde tuny zlata, pohybuje se tu mnoho tisíc cizinců, což přispívá k většímu zalidnění.“
Další úspěšně rozvíjející se oblastí života komunity, na který Jednota bratrská vždy kladla značný důraz, byla výchova a vzdělávání dětí. Pod vlivem Franckeho školy v Halle se v Herrnhutu a diaspoře zakládaly vzdělávací instituce pro řemeslníky a rovněž centra učenců určená pro výchovu šlechty a duchovenstva. K herrnhutským institucím patřil teologicko-pedagogický seminář stejně jako pedagogium. Jedním z absolventů takovéhoto pedagogia v herrnhutské kolonii Niesky byl např. Friedrich Daniel Ernst Schleiermacher. Školství Jednoty bratrské se v té době vyznačovalo přísnou kontrolou a dozorem nad chovanci, učitelé však usilovali o individuální rozvoj osobnosti, který měl vést k toleranci a k praktickému zvládání životních problémů. To bezpochyby souviselo s následováním Komenského, jenž byl posledním biskupem staré Jednoty bratrské. V realizaci Komenského ideálu univerzálního vzdělání, které je zaměřeno na praktické uplatnění, pokračovali herrnhutští pedagogové Polykarp Müller a Paul Eugen Layritz. Na rozdíl od Komenského a Francka ovšem spatřovali tito Zinzendorfovi žáci smysl vzdělání zvláště v praktické péči o duši a v ideálu pospolitosti.
V roce 1766 navštívil Herrnhut císař Josef II., který se zastavil také na večerní bohoslužbě ve Sborovém sálu, kde pronesl řeč na motivy biblické pasáže 1J 3,23. Podle saského zemského recesu z roku 1777 měla obec 76 domů. Jejich počet pak v průběhu 19. století narostl na 1092 (1871) a 1139 (1890), zatímco počet obyvatel, který v době Zinzendorfovy smrti dosahoval 1200 osob, poklesl na 924 osob (1849). Od prosince 1840 do září 1841 působil ve městě na pozvání český buditel František Vladislav Hek, který pro tou dobou výhradně německy mluvící Jednotu bratrskou překládal její starší, česky psané texty.
Počet členů Jednoty bratrské v Herrnhutu mírně narostl z 824 (1860) na 1352 v roce 1922. Až do konce 19. století fungovala náboženská obec v Herrnhutu jako nezávislá politická jednotka, což bylo umožněno právě tím, že většina obyvatel byla členy Jednoty bratrské. Dne 7. prosince 1929 obdržel Herrnhut městská práva, neboť měl podle listiny Saského ministerstva vnitra „městský charakter a s ohledem na svou reputaci má právo nazývat se městem.“

### Novější dějiny Herrnhutu

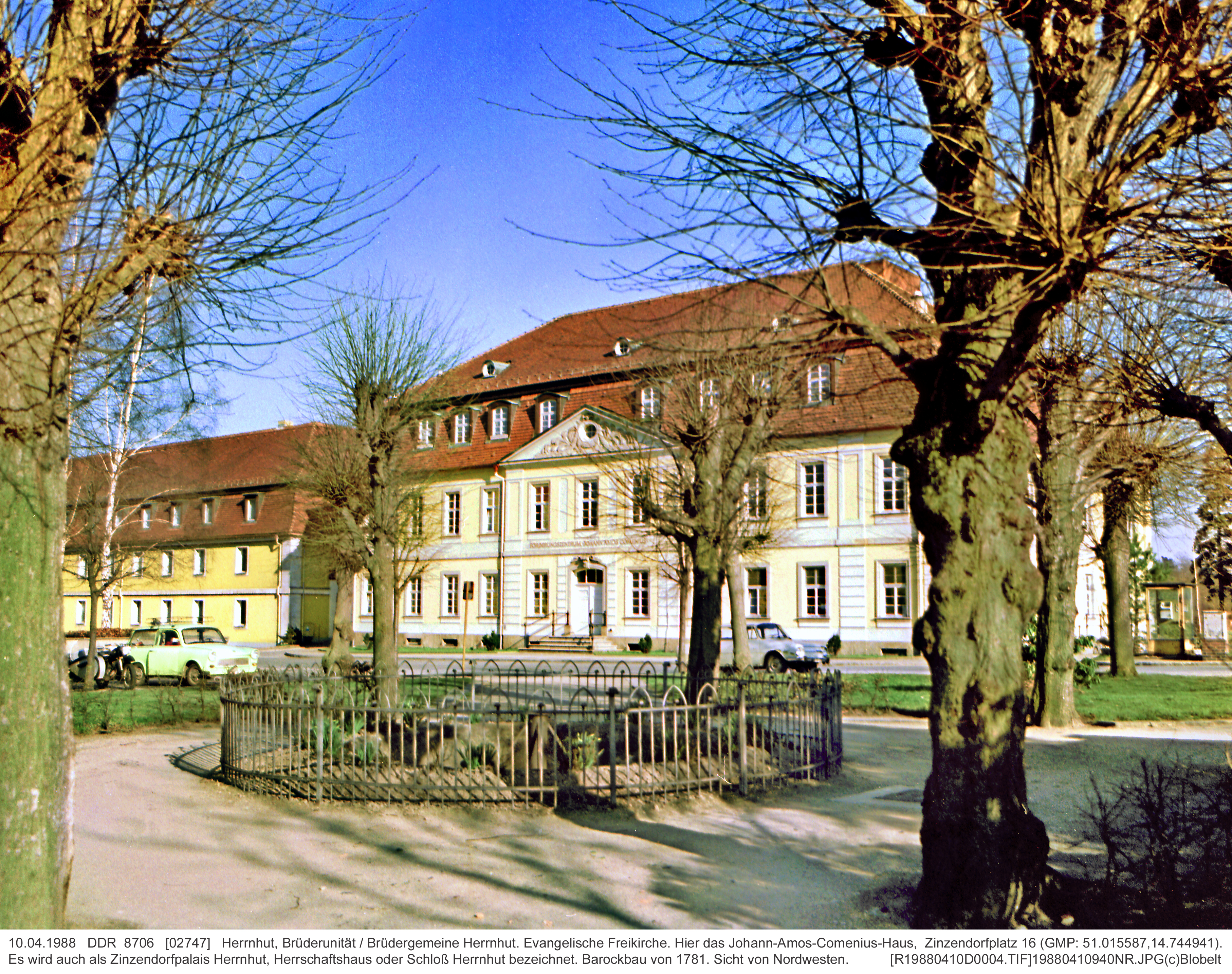
Johann-Amos-Comenius-Haus, nazývaný také Zinzendorfův palác, Herrschaftshaus nebo Herrnhutský zámek na náměstí Zinzendorfplatz 16 (Foto: Jörg Blobelt, 1988)

Během období Výmarské republiky se i Herrnhut potýkal s vážnými hospodářskými problémy. Tato komplikovaná epocha donutila Jednotu bratrskou k utvoření relativně nezávislého finančního oddělení ve vedení církve, aby mohly přidružené podniky pružněji i obezřetněji reagovat na tehdejší ekonomickou situaci. V době národního socialismu se správa města v mnohém přizpůsobila novým poměrům, a třebaže se obyvatelstvo chovalo spíše zdrženlivě, existovali i zde jednotlivci, kteří projevovali vědomý odpor. Jednota se pokoušela nadále orientovat na evangelium. V různých církevních institucích, podnicích a provozech se odpovědné osoby chovaly více či méně oportunisticky. Až do roku 1945 se Herrnhut prezentoval jako malé útulné barokní městečko, jež je sídlem bratrské komunity. Všechny instituce obce fungovaly, Herrnhut nabízel obživu mnoha lidem z širokého okolí. Dopravní spojení bylo zajištěno úzkorozchodnou železnicí na trase Herrnhut–Bernstadt. Od 30. let existovalo autobusové spojení s Budyšínem a dnešním Libercem. V posledních dnech druhé světové války bylo velením SS město prohlášeno za pevnost. 8. května 1945 Herrnhut obsadila Rudá armáda, která v noci na 9. května město systematicky podpálila, takže řada budov, především barokní centrum včetně značné části archivu Jednoty, podlehla plamenům.
Po vyhlášení sovětské okupační zóny a pozdější NDR uprchli mnozí obyvatelé poničeného města na západ, což pokračovalo až do stavby Berlínské zdi v roce 1961. Přesto se obci, jejíž kontakty s diasporou byly za socialismu silně omezeny, podařilo do roku 1953 podle původní předlohy obnovit vypálený Sborový sál. Teprve v souvislosti s 250. výročím Obnovené Jednoty bratrské v roce 1972 zmizely poslední ruiny. V roce 1976 byl v Herrnhutu otevřen nový pečovatelský dům pro zdravotně postižené. Veškerý rozvoj města a mechanismů komunální politiky byl však podřízen vládě Sjednocené socialistické strany Německa, což bylo mimo jiné důvodem toho, že byli zejména v prvních poválečných letech starostové často obměňováni. Významné zdravotnické a ošetřovatelské instituce stejně jako např. manufaktura pro výrobu herrnhutských hvězd VEB Stern-Drahtverarbeitung Herrnhut se za NDR proměnily ve znárodněné socialistické podniky. Také firma Dürninger, jejíž sídlo v roce 1945 rovněž vyhořelo, se tehdy musela podrobit socialistickému plánování. Na konci 80. let již v Herrnhutu docházelo k zřetelnému chátrání budov a veřejných prostranství.

### Po roce 1990

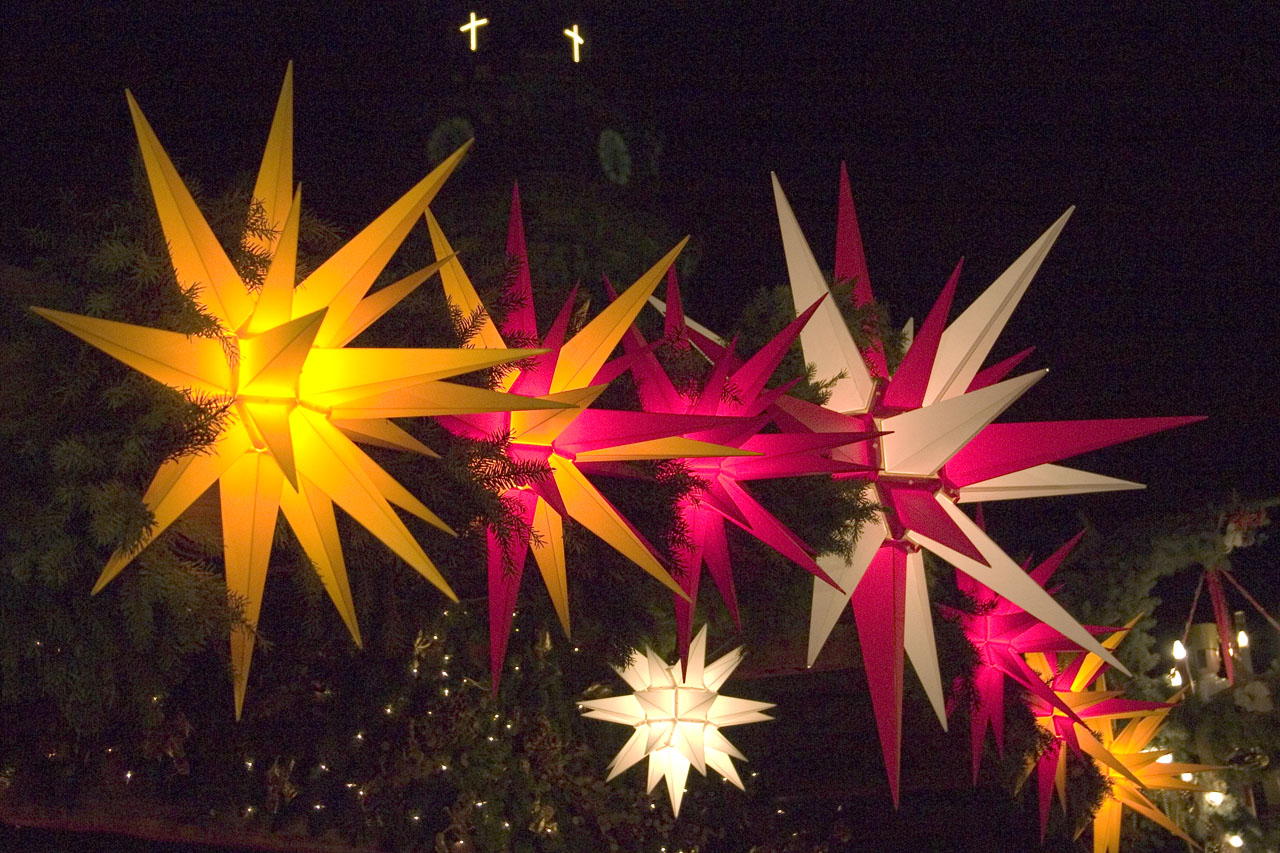
Herrnhutské hvězdy na vánočním trhu v Drážďanech

Po roce 1990 se ve městě utvořila dvě fóra občanů, v nichž se otevřeně diskutovalo o problémech města. V prvních svobodných a demokratických volbách se pak prosadilo hnutí Herrnhuter Liste. V 90. letech proběhla ve Svobodném státě Sasko správní reforma, v jejímž důsledku byly k Herrnhutu připojeny dosud samostatné obce Ruppersdorf, Ninive a Schwan. Po 1. lednu 2000 na čas vzrostl počet obyvatel s dalšími nově připojenými obcemi Berthelsdorf, Rennersdorf, Großhennersdorf a Strahwalde na přibližně 7500 osob. V roce 1992 bylo otevřeno nové gymnázium pro 800 žáků z města a okolních vesnic. Od roku 1990 se tu zaregistrovalo asi 190 podnikatelských subjektů. V rámci spolkového programu na ochranu městských památek proběhla rekonstrukce zdejších památkových objektů. V roce 2016 byl Společenstvím evangelických církví v Evropě Herrnhutu propůjčen čestný titul „Evropské město reformace“. V roce 2021 bylo město v rámci soutěže European Village Renewal Award 2020 oceněno bronzovou cenou. Porota kladně ohodnotila odpovědi města na globální otázky, moderní využití památek a úspěšné začlenění připojených obcí.

## Obyvatelstvo

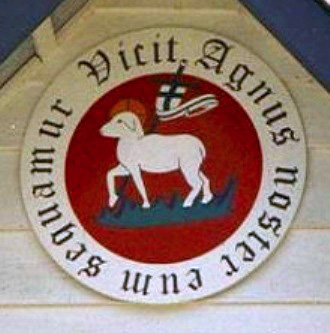
Logo Jednoty bratrské na kostele v obci Nieuw-Amsterdam v Surinamu s nápisem: VICIT AGNUS NOSTER, EUM SEQUAMUR – „Zvítězil náš Beránek, následujme jej.“.

| Rok            | 1834 | 1871 | 1890 | 1910 | 1925 | 1939 | 1946 | 1950 | 1964 | 1990 | 2000 | 2010 | 2012 | 2013 | 2015 | 2016 | 2017 |
| Počet obyvatel | 899  | 1092 | 1139 | 1364 | 1664 | 1627 | 2024 | 2025 | 1808 | 1754 | 2842 | 4963 | 6336 | 6335 | 6097 | 6033 | 5981 |

## Náboženský život
Na znovusjednocení Německa nové vedení Jednoty bratrské reagovalo tím, že svou činnost soustředilo do tří center, jimiž jsou Herrnhut, Zeist a Bad Boll. Každé dva roky se koná církevní synod, který rozhoduje o všech otázkách náboženské praxe. V Evangelické bratrské obci v Herrnhutu (Evangelische Brüdergemeine Herrnhut), která se dodnes hlásí ke svým kořenům v české reformaci, se nekonají bohoslužby v tradičním slova smyslu, ale spíše tzv. shromáždění. Bohoslužbou či liturgií by totiž podle Zinzendorfových zásad měl být každý okamžik lidského života. K těmto shromážděním neodmyslitelně patří hudba a zpěv, jedná se tedy o písňová shromáždění, tzv. Singstunde. Ústřední křesťanský obřad Večeře Páně, který se v obcích Jednoty koná asi jednou za dva měsíce, má v Herrnhutu podobu slavnosti, u níž jsou vítáni křesťané všech denominací a jež je zakončena písní o „Velké Večeři“, kterou přes všechny vzájemné spory nakonec s Ježíšem oslaví lidé všech církví a konfesí. Zvláštností tohoto obřadu jsou bílé taláry duchovních i věřících symbolizující radost, čistotu a spásu stejně jako skutečnost, že při hlavních modlitbách účastníci shromáždění klečí. Bílé taláry se v této komunitě používají také při křtu, bílé jsou i pohřební rakve. Vedle Evangelické bratrské obce jsou v Herrnhutu čtyři evangelicko-luterské obce v místních částech Ruppersdorf, Großhennersdorf-Rennersdorf, Berthelsdorf a Strahwalde a jedna katolická farnost.

## Politika

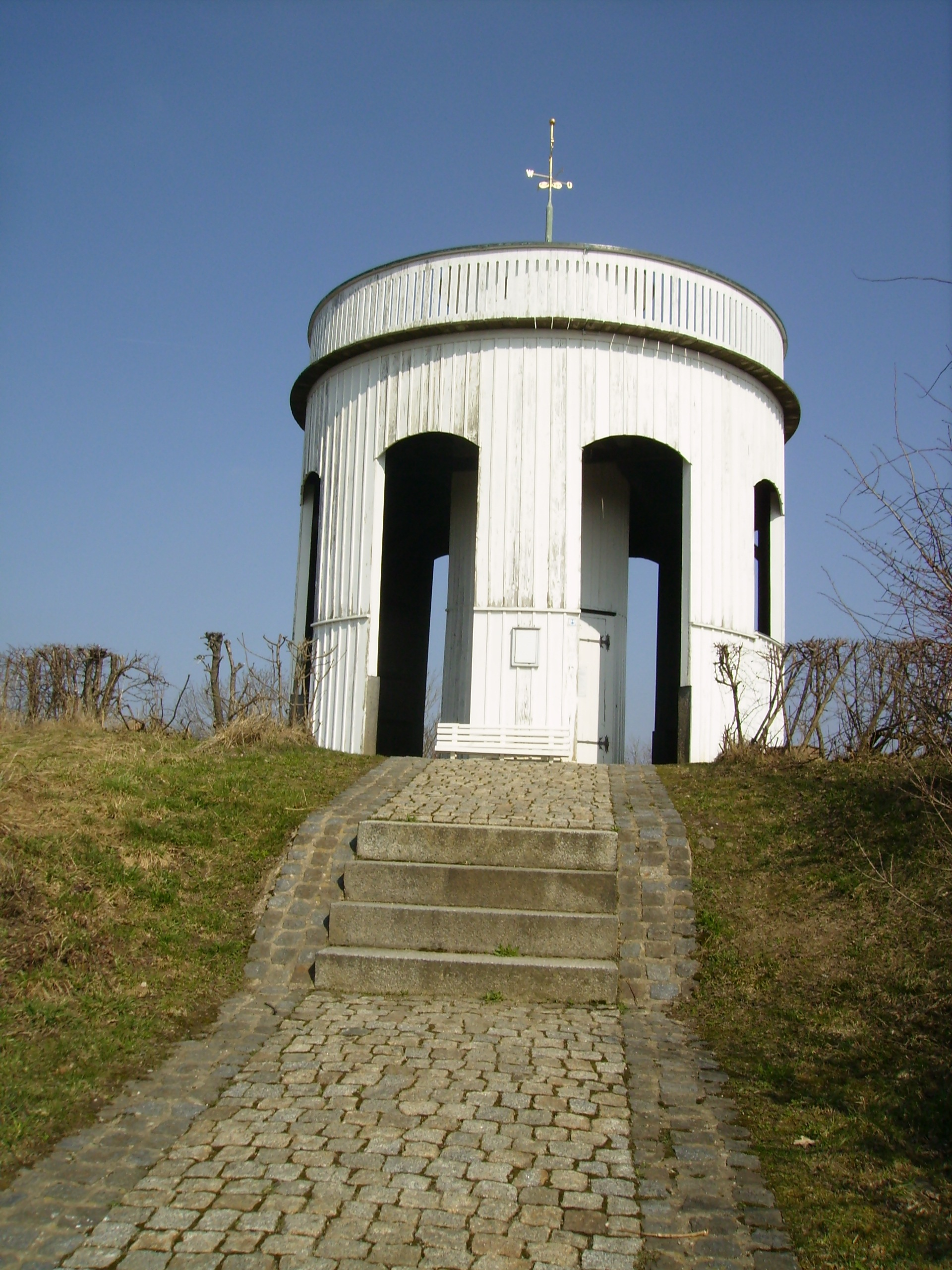
Předloha městského znaku: altán na Hutbergu v Herrnhutu

### Starosta a městská rada
Městská rada se skládá z 18 radních. V komunálních volbách, které se konaly 25. května 2014 s volební účastí 55,3 % (+ 1,7 % oproti roku 2009), byla zvolena reprezentace v následujícím složení:
|      | Herrnhuter Liste | CDU | Die Linke | Svaz 90/Zelení | Bürgerbewegung | NPD | SPD | AfD | Celkem |
| 2014 | 10               | 5   | 1         | 0              | 2              | 0   | 0   | –   | 18     |
| 2019 | 9                | 4   | 1         | –              | 1              | –   | –   | 1   | 16     |

Starostou Herrnhutu je od roku 2015 po druhé na 7 let zvolen kandidát občanského sdružení Herrnhuter Liste Willem Riecke, který obdržel 96,6 % hlasů.

### Znak

Městský znak

Blason: „Na stříbrném štítu je modrý kopec, na němž je uprostřed souosé otevřené obvodové hradby modrá kruhová věž se třemi oblouky, okružní střešní balustrádou a centrálním kuželovitě zastřešeným nástavcem se stříbrno-černou větrnou vlajkou v podobě šípu.“
Herrnhutský městský znak v této formě existuje od roku 1980. Znak s vyhlídkovou věží v podobě altánu na Hutbergu jako markantním symbolem města obdržel Herrnhut již v roce 1929. Tento starší znak odpovídal následujícímu popisu: „Na stříbrném štítu je na zeleném kopci modrá kruhová věž se souosým vchodem, vnější zdí se třemi oblouky, střešní balustrádou a centrálním kuželovitě zastřešeným nástavcem se zlatou bání a křížem“. Za otevřenými oblouky bylo vidět průhled do interiéru věže, zatímco nový znak ukazuje pouze průhled na stříbrné pole štítu. V 19. století byl užíván zcela jiný znak: „Na stříbrném poli je kovadlina na vyrůstajícím dřevěném pařezu v přirozených barvách a perspektivním znázornění, nad nímž je vodorovně umístěná černá palice a černé kladivo s topůrky v přirozených barvách.“ Tato symbolika patrně souvisela s hnutím Valdenských.

### Partnerská města
- Bad Boll, Německo, od roku 1990
- Suchdol nad Odrou, Česko, od roku 1994[68]

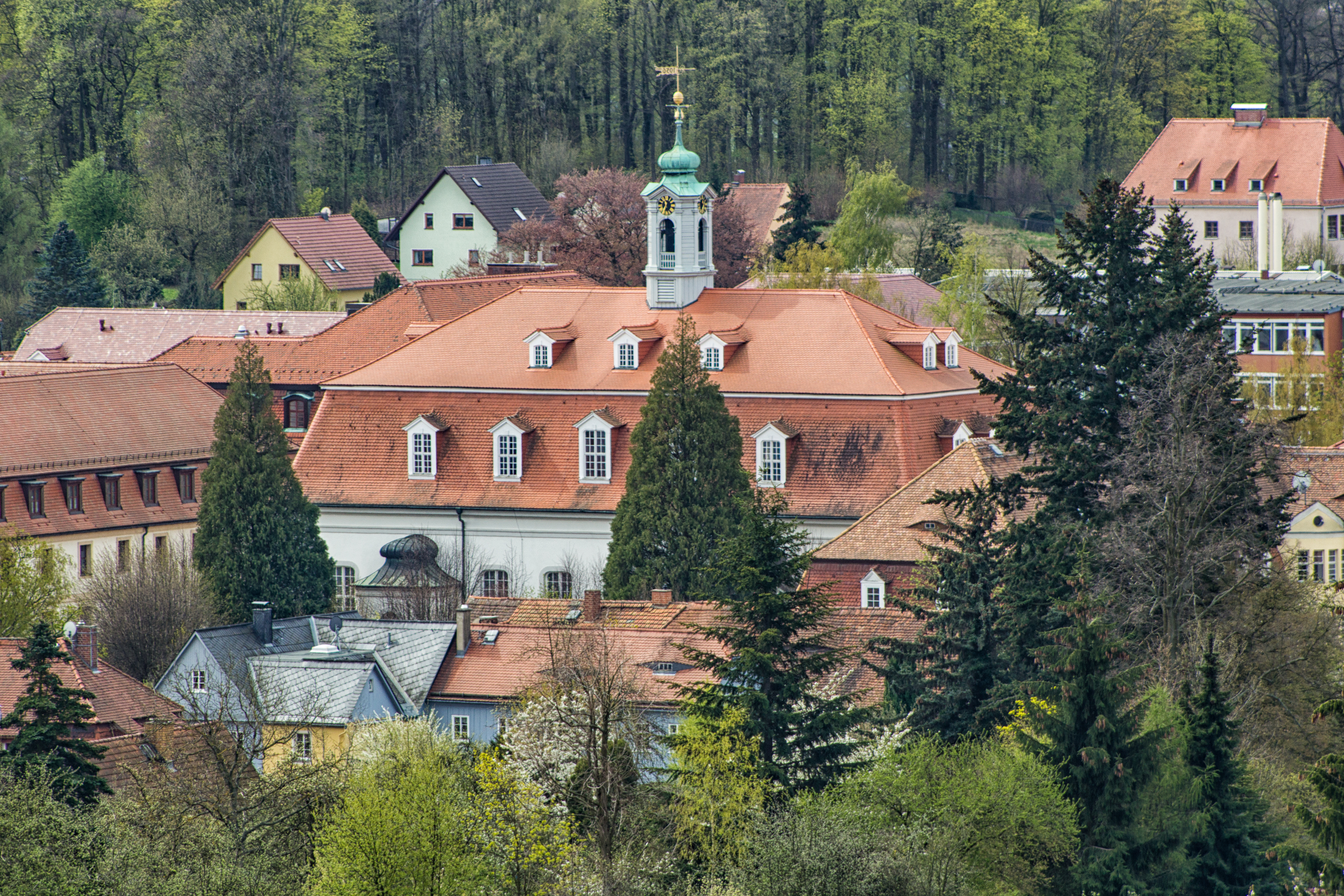
Sborový sál v Herrnhutu při pohledu z Hutbergu
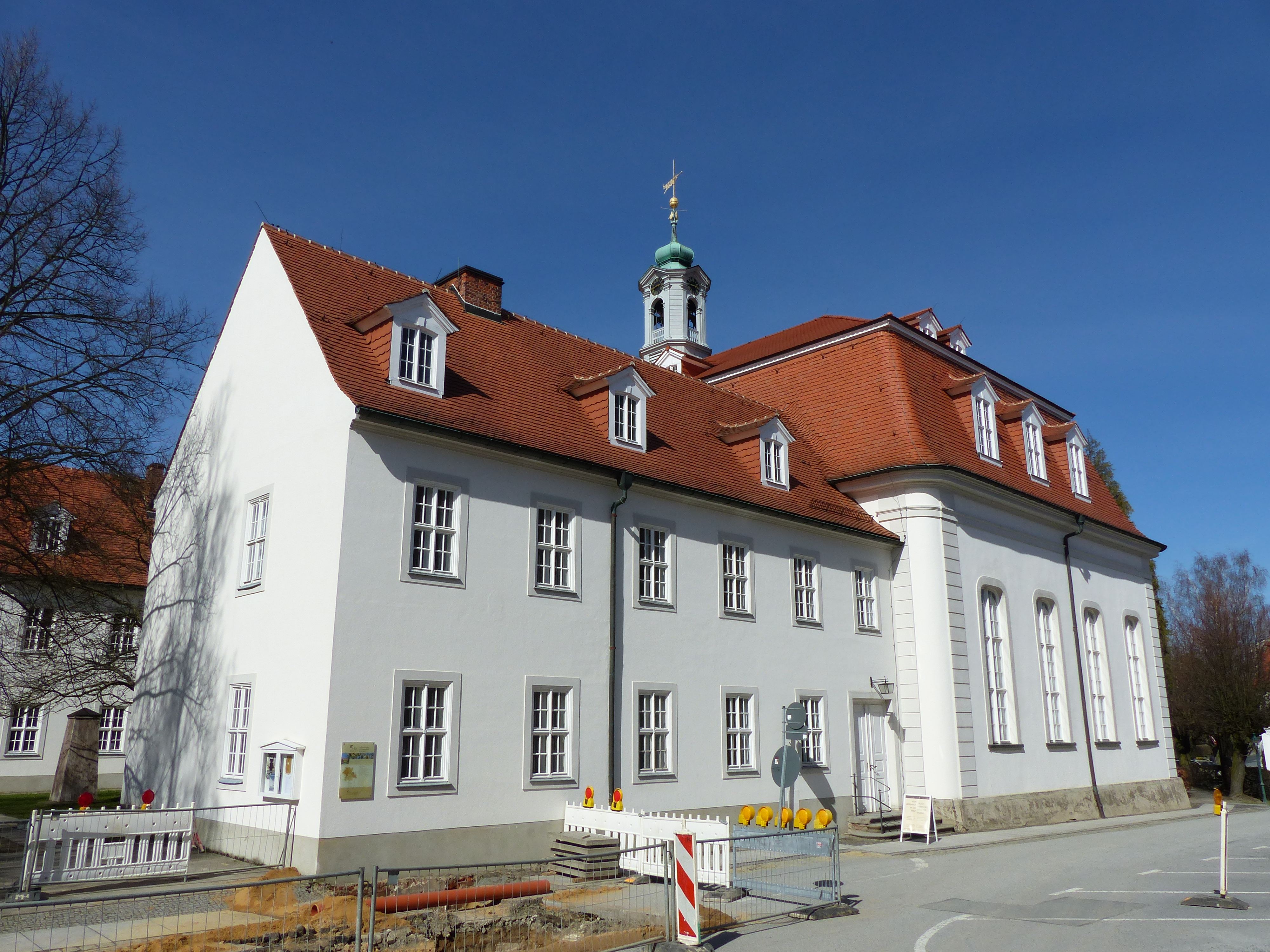
Pohled na křídla někdejšího dvora u Sborového sálu
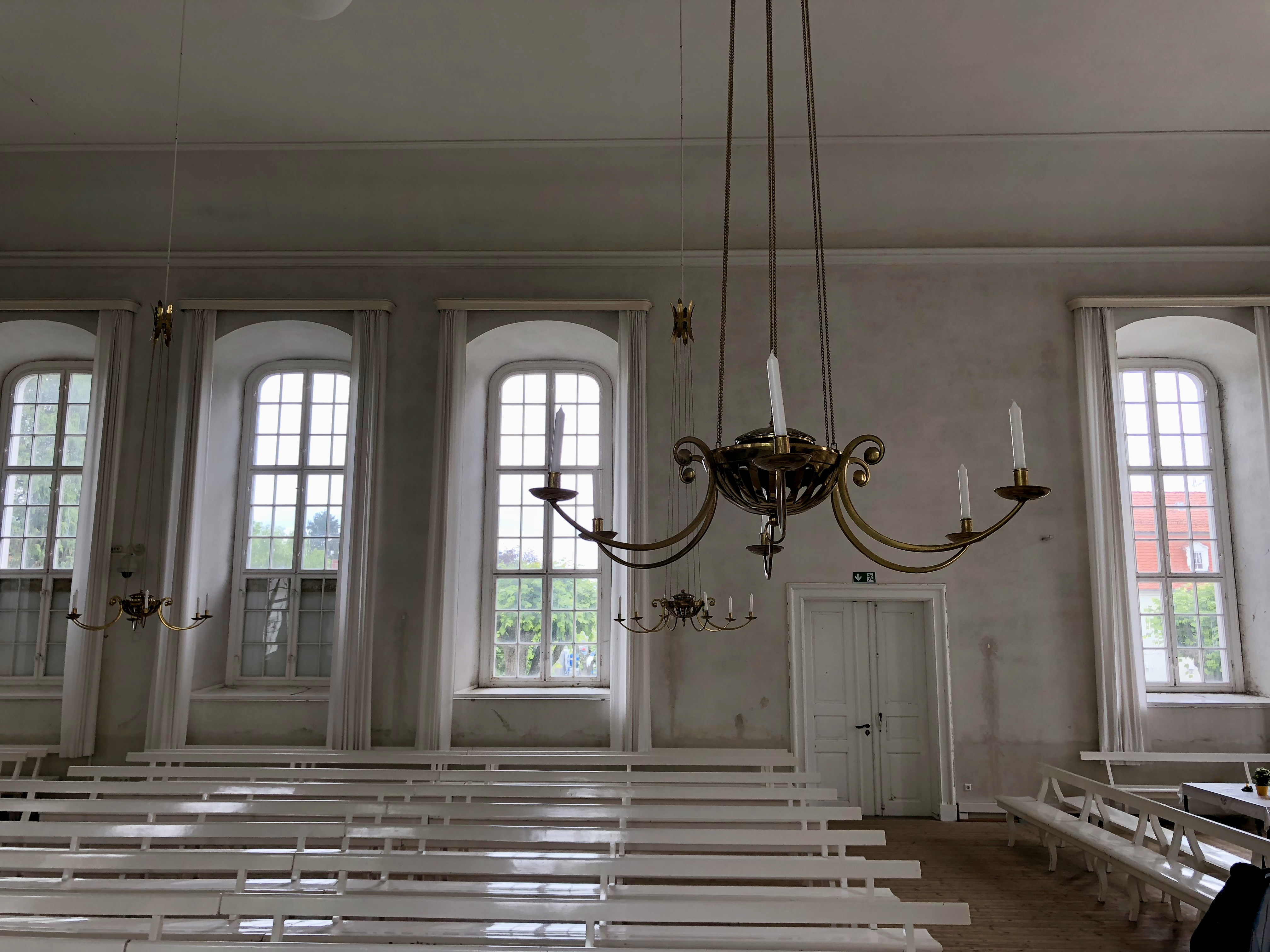
Interiér Sborového sálu herrnhutské Jednoty bratrské
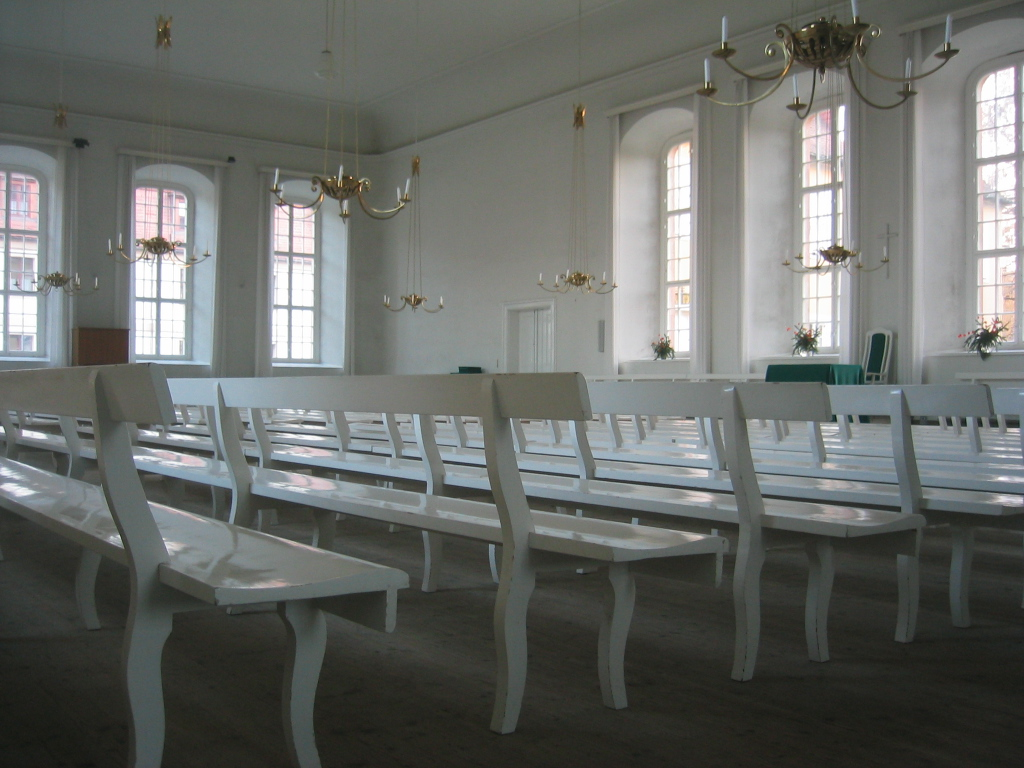
Charakteristické lavice Sborového sálu
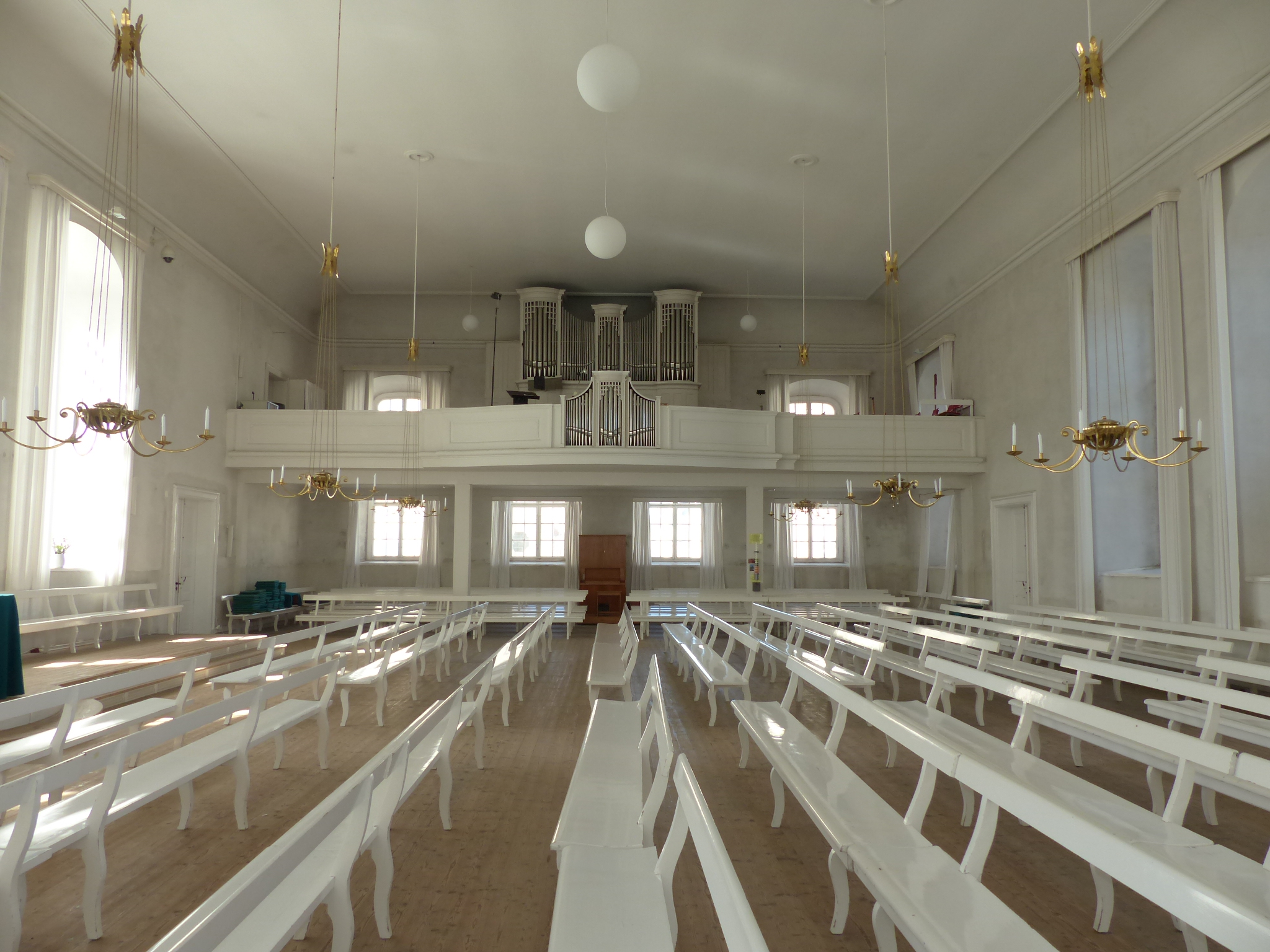
Pohled do interiéru sálu
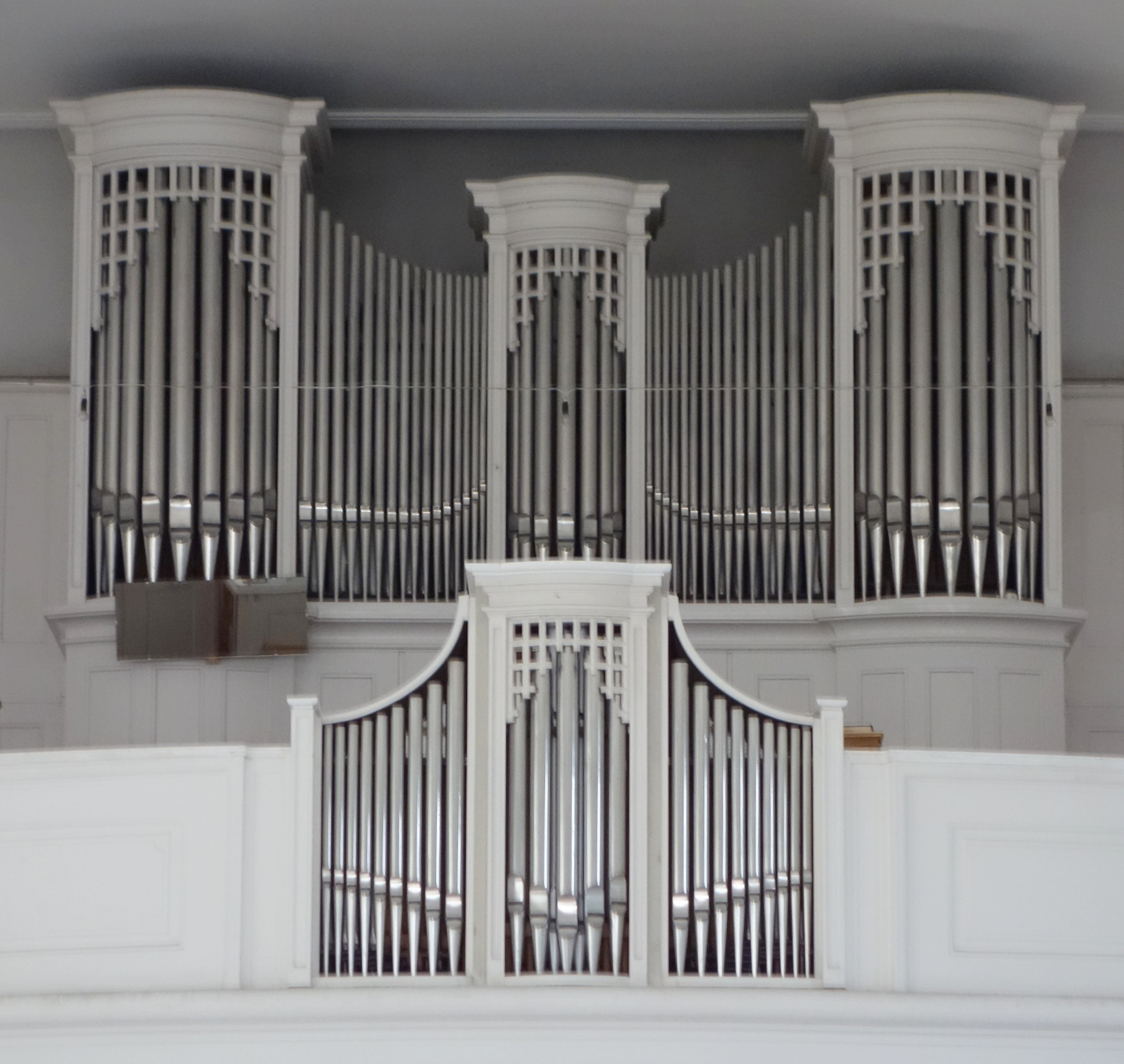
Varhany Sborového sálu

## Pamětihodnosti

### Úvod: Herrnhutské baroko

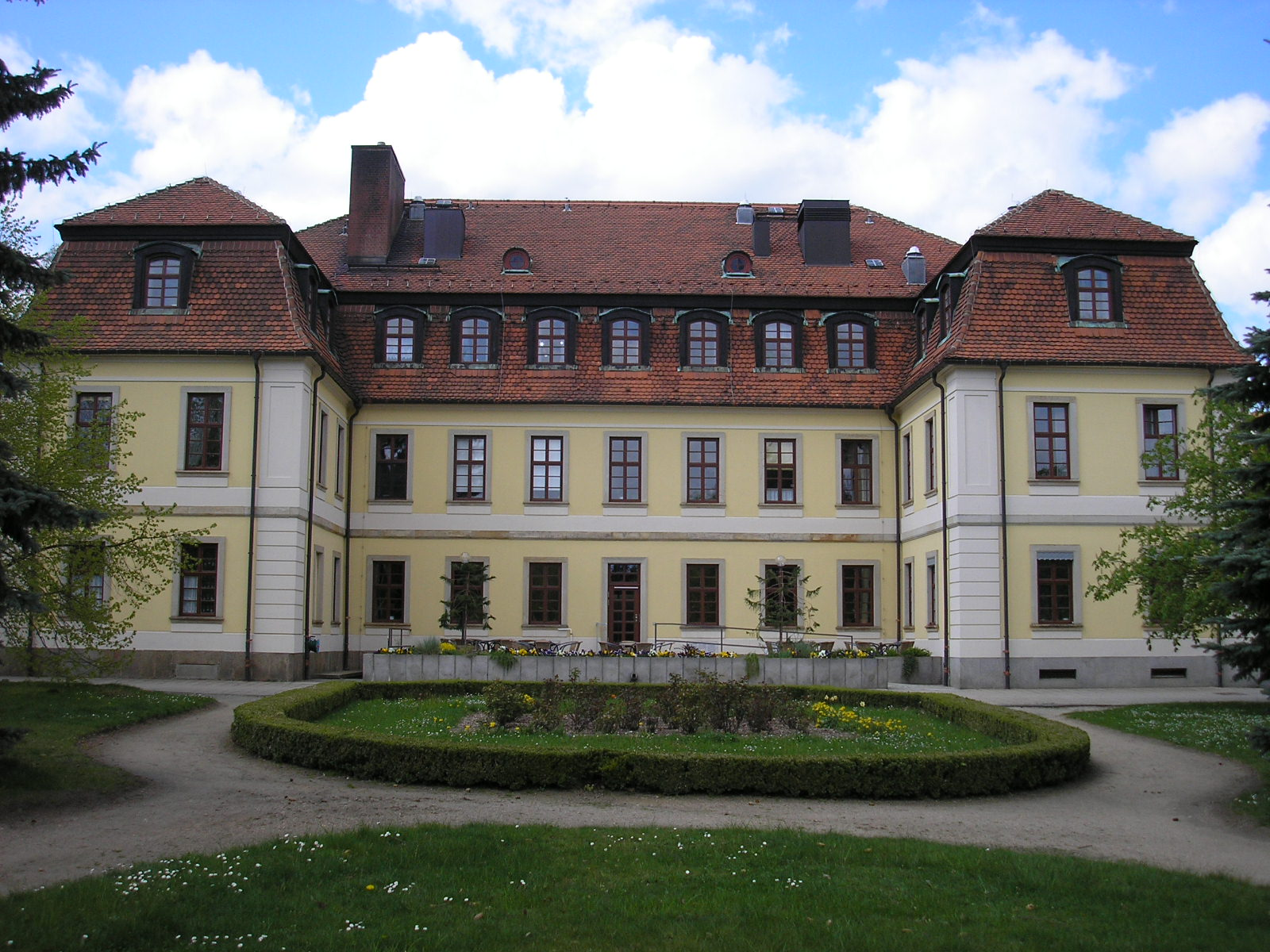
Herrschaftshaus

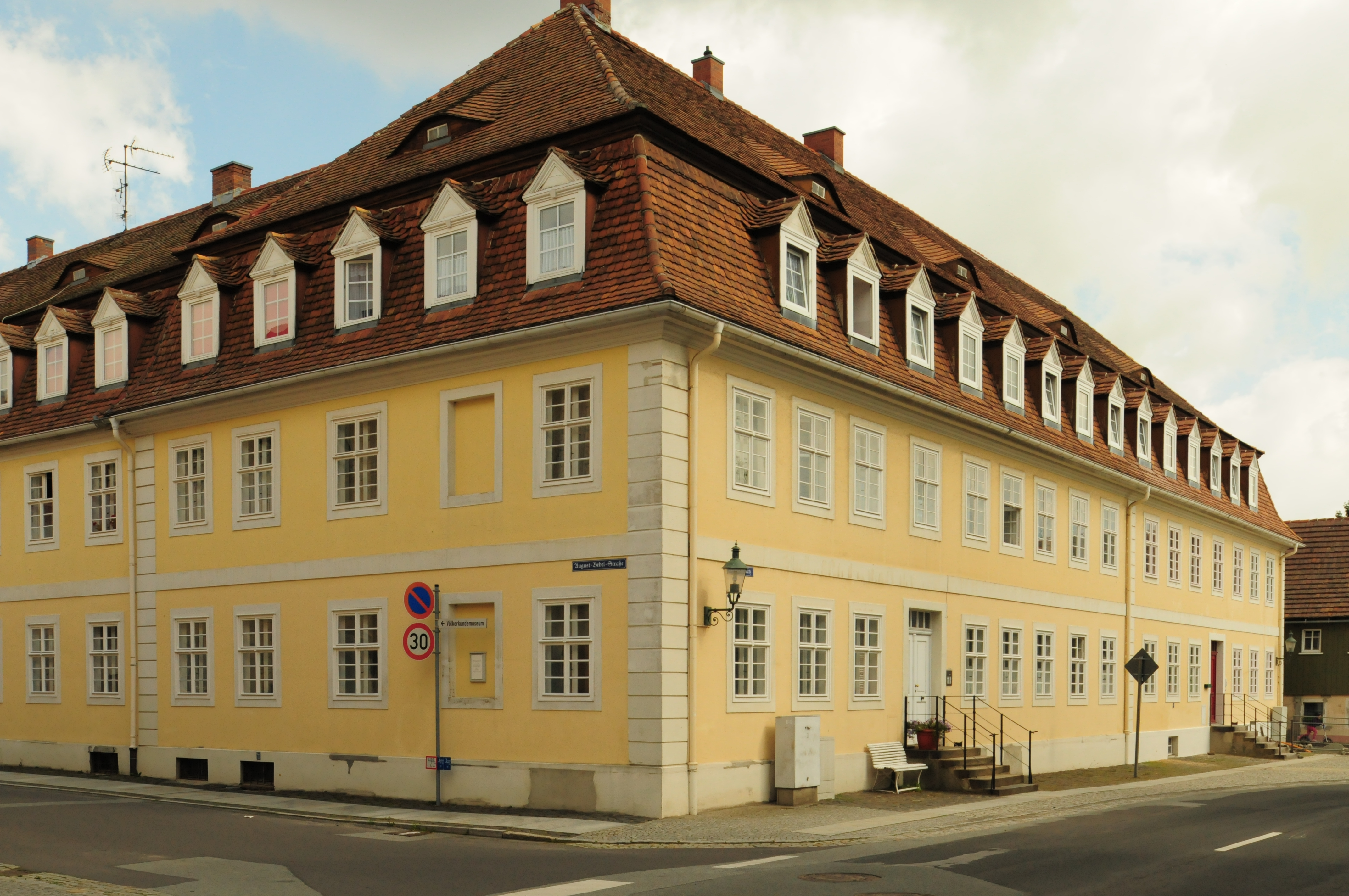
Dům vdov

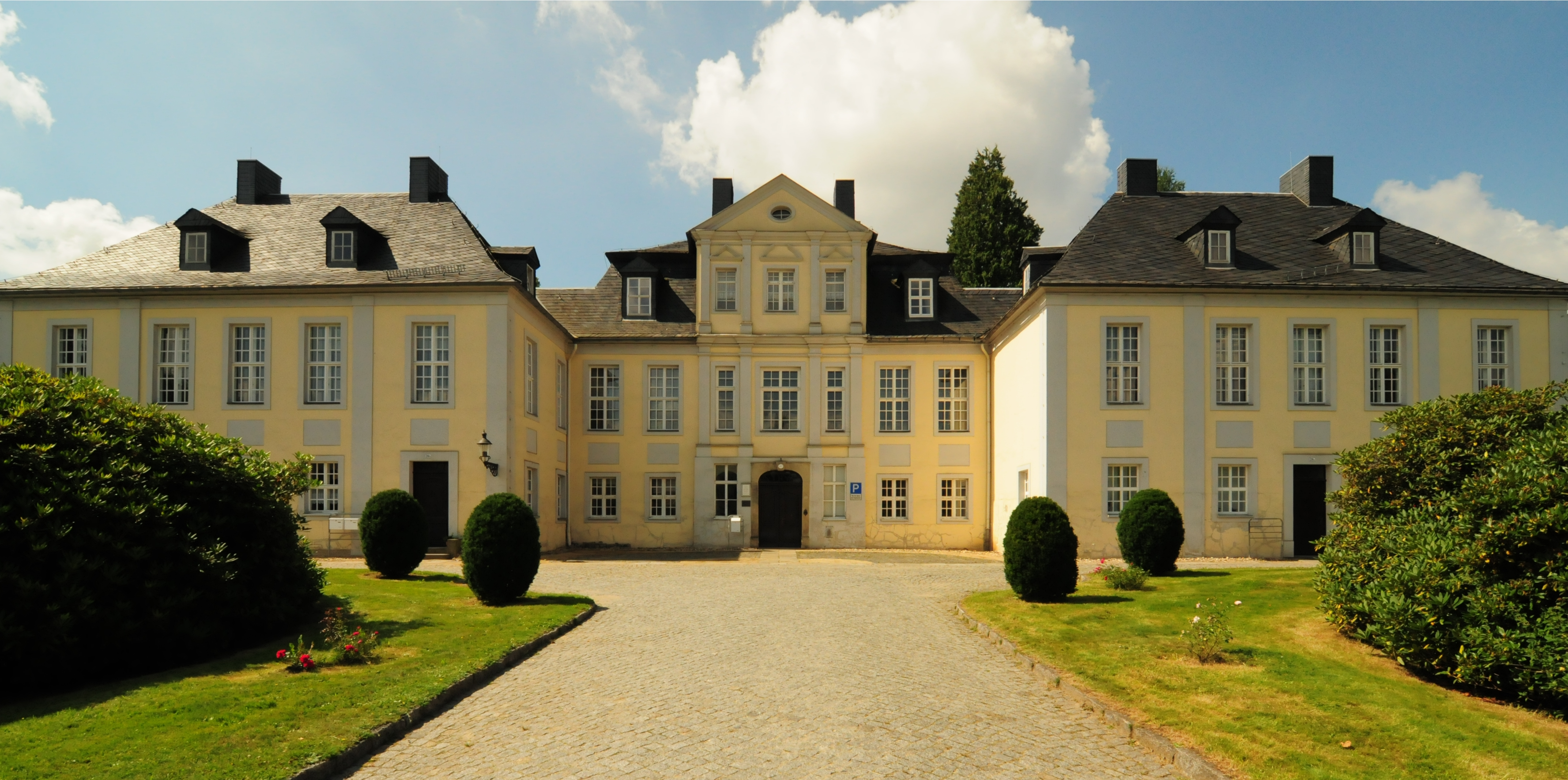
Vogtshof – sídlo Jednoty bratrské

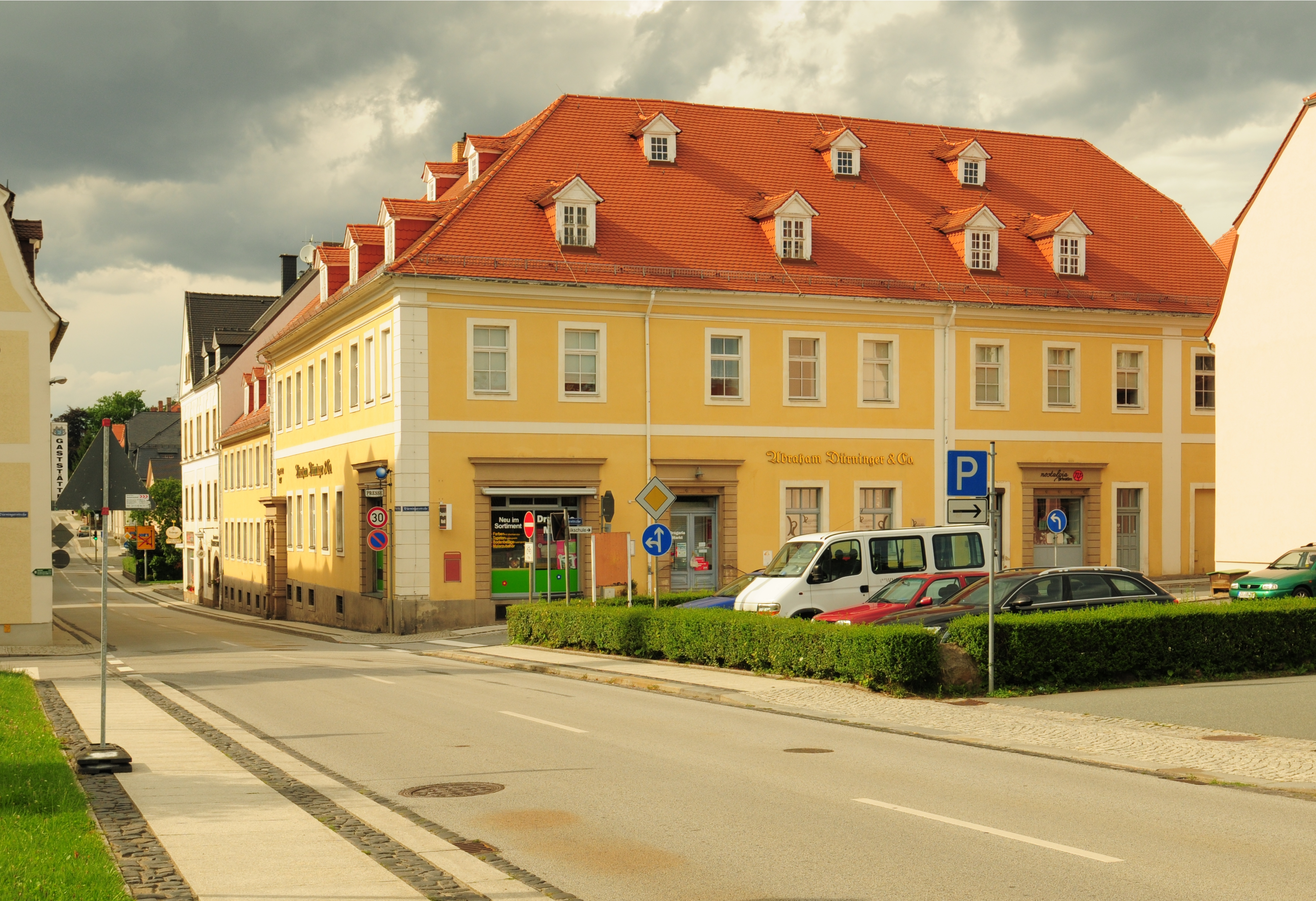
Dürningerův kupecký dům v ulici Dürningerstraße

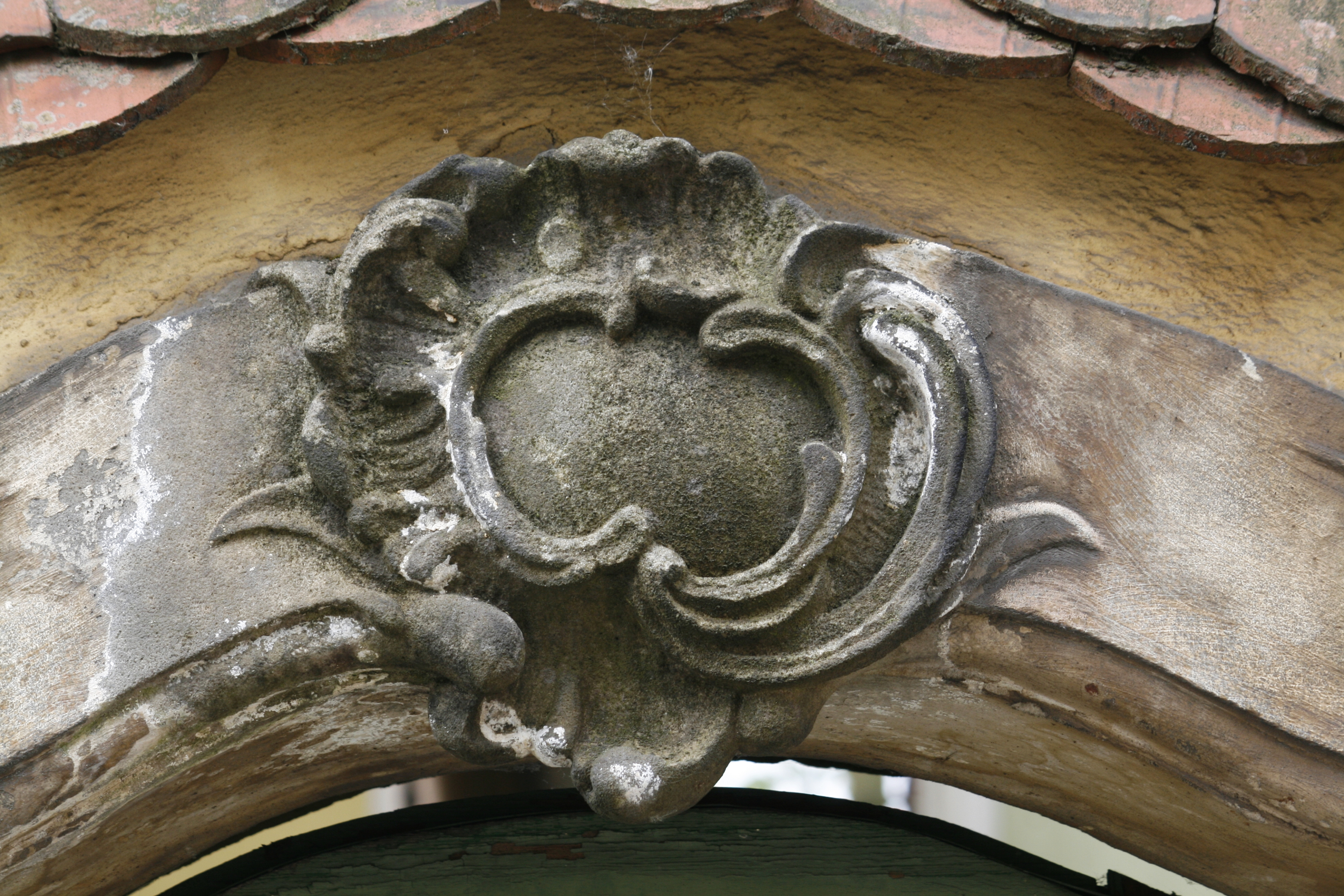
Detail portálu v ulici August-Bebel-Straße

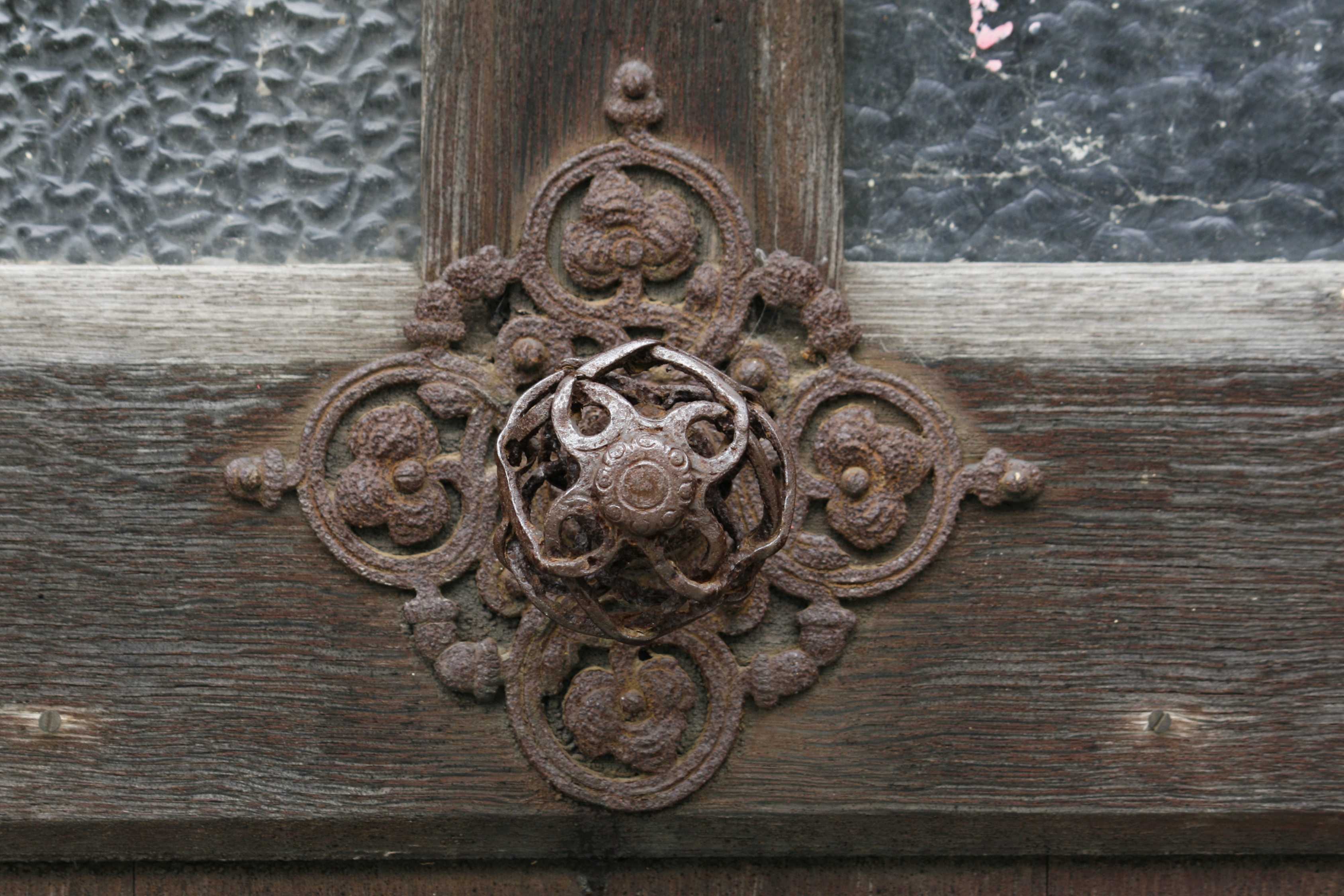
Detail kování v ulici August-Bebel-Straße

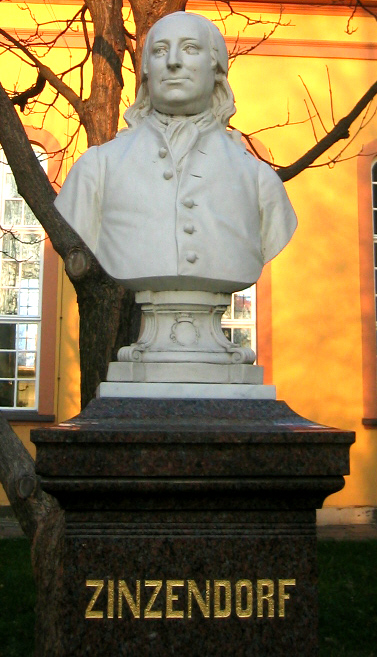
Zinzendorfův pomník

Herrnhutské baroko nebo také bratrská architektura je variantou barokního stavebního slohu, která vznikla v polovině 18. století v Herrnhutu, odkud se v rámci misií šířila do celého světa. Principy herrnhutského stylu z této doby se dají shrnout do ideálu „pravidelných a prosvětlených“ staveb „bez tmavých koutů“. V roce 1756 zřídila Jednota bratrská centrální komisi, která tento jednotný styl prosazovala ve všech obecních sídlištích a koloniích. Potřeba se odlišit spojená s ušlechtilou exkluzivitou byla vždy součástí dějin této církve. Prostá estetika je rozpoznatelná nejen u jednotlivých domů a architektonických detailů, ale také v celkových dispozicích bratrských obcí. „Prostota“ (Schlicht) je pojem, který pro označení tohoto stylu používali sami herrnhutští. V případě parků však rádi následovali nejnovější anglickou módu. Za tvůrce tohoto stylu je považován herrnhutský stavitel Sigismund August von Gersdorf (1702–1777). Zatímco Herrnhut byl modelem bratrské obce hlavně v náboženském smyslu, vlastním architektonickým prototypem pro budování nových osad v diaspoře byl Herrnhaag u Wetterau severně od Frankfurtu nad Mohanem, což bylo sídliště uspořádané kolem centrálního studničního domu symbolizujícího Krista.

### Sakrální stavby
- Sborový sál (Kirchensaal/Großer Saal/Gemeinsaal/Betsaal) – Sborový sál Jednoty bratrské na centrálním náměstí Zinzendorfplatz byl vystavěn v letech 1756–57 podle návrhu Sigismunda Augusta von Gersdorf ve stylu prostého herrnhutského baroka na pravoúhlém půdorysu 15,9 x 33,7 m, s výškou 8,7 m. Budova s mansardovou střechou je zakončena sanktusníkem. V roce 1945 byla zničena požárem, současný vzhled je výsledkem detailní rekonstrukce z let 1950–53. Interiér je v bílé barvě bez jakýchkoliv ozdob. Není zde žádný oltář, ani kazatelna, Večeře Páně je celebrována u jednoduchého kazatelského stolu. Místa pro muže a ženy byla původně oddělena uličkou mezi lavicemi na „stranu sester“ a „stranu bratrů“. Šestiramenné lustry jsou kopiemi lustrů z roku 1822 darovaných firmou Dürninger.[74] Od roku 2015 probíhá rekonstrukce, kterou v roce 2024 podpořil rozpočtový výbor Spolkového sněmu částkou 346 000 €.[75] Po dokončení rekonstrukce sálu budou prostředky použity na renovaci sousedních společenských místností a bočních křídel. V plánu je mimo jiné bezbariérový přístup a moderní sociální zařízení.

### Profánní stavby
- Sborový dům (Gemeinhaus) – Sborový dům postavený Christianem Davidem v letech 1724–25 byl vybaven původním malým sálem a spolu s velkým Sborovým sálem tvořil komplex budov na obdélníkovém půdorysu uprostřed centrálního náměstí. Dům byl zničen v roce 1945. Na jeho místě dnes stojí malá stylizovaná zvonice.[74]
- Dům bratrů (Brüderhaus) – Původní dům bratrů určený k ubytování svobodných mužů vznikl v roce 1745 v blízkosti svého předchůdce z roku 1739. V roce 1756 měl již podobu komplexu sedmi budov seskupených kolem čtvercového dvora. Po roce 1945 zbyla z toho celku jen jedna barokní budova z roku 1763, která se nachází v ulici Christian-David-Straße 2.[74]
- Dům sester (Schwesternhaus) – Někdejší dům pro svobodné ženy byl postaven v letech 1755–56. Hlavní budova s mansardovou střechou a se dvěma křídly byla propojena se sousední nemocnicí. Dům sester byl zničen požárem v roce 1945.[74]
- Dům vdovců (Witwerhaus) – Dům vdovců s mansardovou střechou a jednoduchými postranními lizénami pocházel z roku 1753. Byl zničen v roce 1945.[74]
- Dům vdov (Witwenhaus) – Reprezentativní barokní dům na půdorysu ve tvaru písmene U s mansardovou valbovou střechou je jediným zachovalým obytným domem sboru z první fáze osídlení. Vznikl v letech 1759–1761. Prostě členěná fasáda je zdobena rustikovanými nárožními pilastry. Součástí pozemku v ulici August-Bebel-Straße 2, 4 (Zinzendorfplatz 6, 7) je osmiboký dřevěný zahradní domek.[74]
- Dům diaspory (Diasporahaus) – Dům diaspory s vlastním sálem byl postaven Davidem Fritschem v roce 1729. Byl zničen v roce 1945.[74]
- Dům poutníků (Pilgerhaus) – Původní dům poutníků byl vystavěn již roku 1725–26. V roce 1864 byla na jeho místě vystavěna nová budova s pozdně klasicistní fasádou, která se nachází na adrese August-Bebel-Straße 1 (Zinzendorfplatz 5).[74]
- Domy nočních hlídačů (Nachtwächterhäuser) – Buňka, jež se skládá ze čtyř jednopodlažních obytných domů se dřevem obloženými štíty, byla postavena roku 1787 pro sborové noční hlídače. Tento celek v ulici August-Bebel-Straße 19, 21, 23, 25 je zajímavý zvláště z hlediska sociálních dějin.[74]
- Herrschaftshaus – Herrschaftshaus nebo také Zinzendorfův palác se zahradou je barokní trojkřídlou palácovou stavbou, která je považována za prototyp herrnhutského baroka. Stavba z roku 1781 vznikla na místě původního Herrschaftshausu z roku 1725. Hlavní průčelí má trojosý střední rizalit, přízemí je ozdobeno rustikovanými nárožními pilastry. Tato budova s barokní zahradou se nachází na centrálním náměstí Zinzendorfplatz 16.[74]
- Vogtshof – Trojkřídlá barokní dispozice, jejíž střední část s mansardovou valbovou střechou, která pochází z roku 1730, je ozdobena třípodlažním středním rizalitem. Původně soukromý obytný dům s rozsáhlým parkem a zahradním domkem sloužil od roku 1756 jako sídlo správy, od roku 1913 je sídlem vedení Jednoty bratrské. Nachází se v ulici Zittauer Straße 22.[74]
- Holländerhaus – Obytný dům s rokokovými dekorativními prvky z roku 1771 v ulici August-Bebel-Straße 5.
- Comeniusstraße 6 – Reprezentativní barokní obytný dům z roku 1764, jenž je dnes sídlem vlastivědného muzea (Heimatmuseum).
- Dürningerstraße 5 – Dürningerův kupecký dům s členěnou omítkou, valbovou střechou s četnými vikýři se stříškou pochází z roku 1774.
- Altán na Hutbergu (Altan auf dem Hutberg) – Původní dřevěný pavilon na Hutbergu s výhledem na Gottesacker byl postaven roku 1725, v roce 1790 vznikla ne jeho místě věž, roku 1908 pak kompletní novostavba, která byla v roce 2013 opravena.[76][77]
- Vodní zámek (Ruppersdorf) (Wasserschloss) – Dvoupodlažní budovu s vysokou valbovou střechou nechali na základech staršího vyhořelého domu v roce 1752 postavit Nosticové.

### Funerální památky
- Gottesacker (česky Boží pole) – Jedná se o barokní park na úpatí Hutbergu, který od roku 1730 slouží jako pohřebiště herrnhutské Jednoty bratrské. V označení Gottesacker se odráží víra obce v to, že zemřelí, kteří jsou v tomto poli zaseti, čekají na své vzkříšení. Nejsou zde žádné rodinné hrobky, pohřbení jsou jako jednotlivci rozděleni na sestry a bratry pod unifikovanými náhrobky ze saského pískovce, které symbolizují rovnost všech lidí ve smrti a před Bohem. Pouze 7 hrobů Zinzendorfovy rodiny na vyvýšené hlavní cestě k altánu je zdůrazněno náhrobky ve tvaru sarkofágu. Tento hřbitov, na němž se stále pohřbívá, je neoddělitelně spjat s duchovním životem obce. Zároveň je kulturní památkou nadregionálního významu. Podle tohoto modelu byla založena četná pohřebiště bratří po celém světě.[74][76]

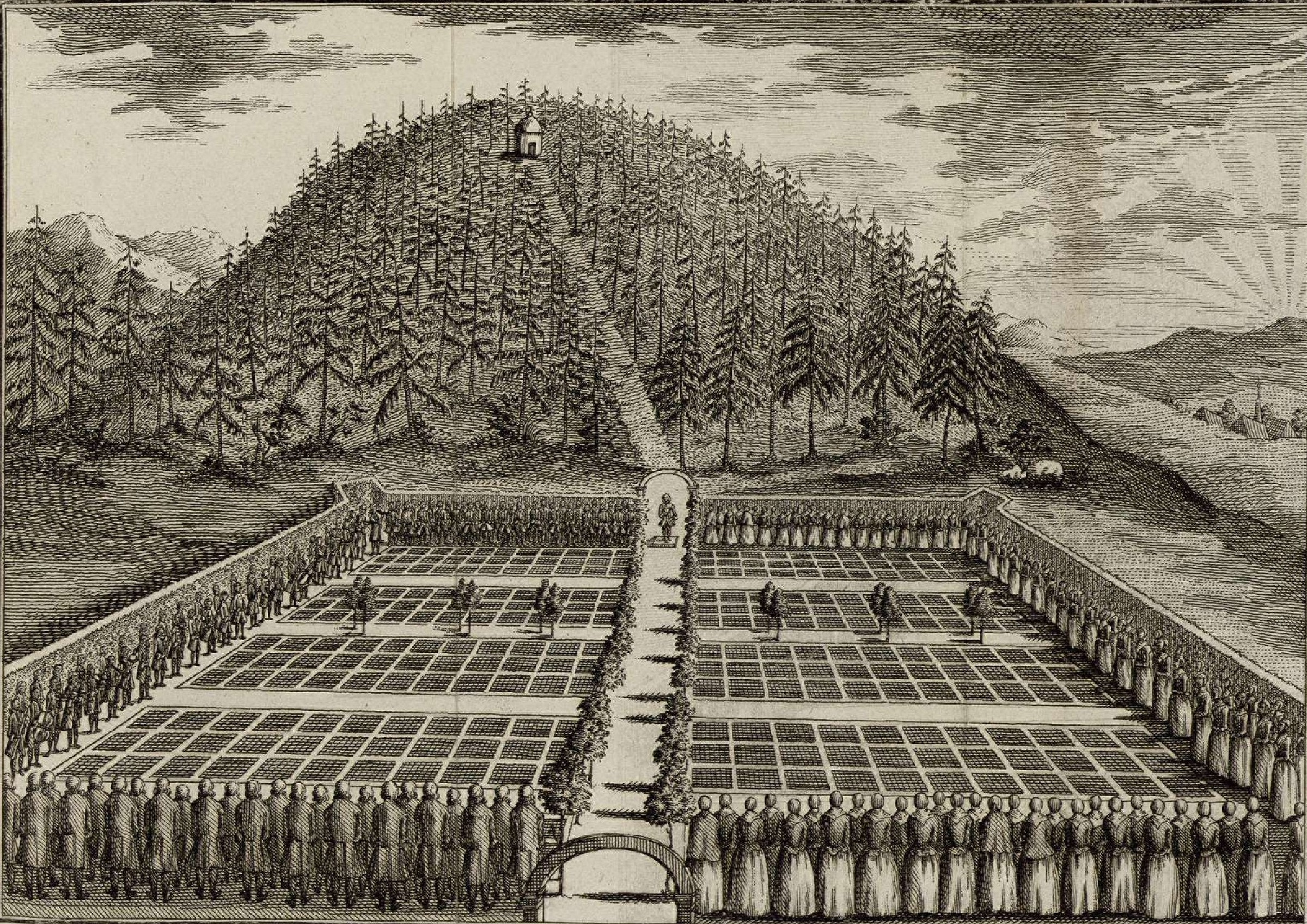
Mědirytina Davida Cranze z roku 1762 s vyobrazením velikonoční ceremonie na hřbitově z knihy Kurze, zuverläßige Nachricht von der, unter dem Namen der Böhmisch-Mährischen Brüder bekanten Kirche Unitas Fratrum ....
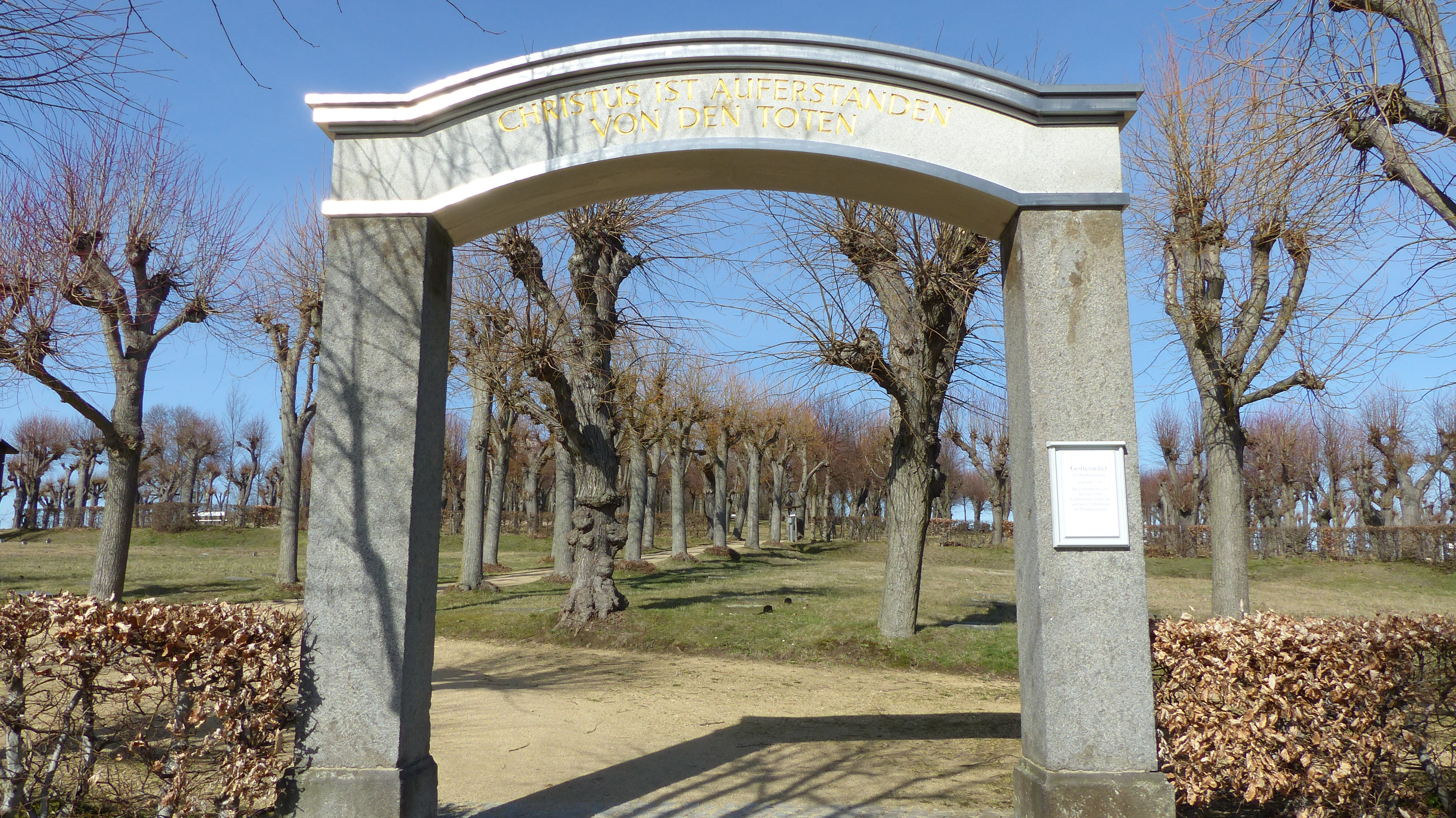
Vstupní brána hřbitova s nápisem „Christus ist auferstanden von den Toten“ (Kristus vstal z mrtvých)
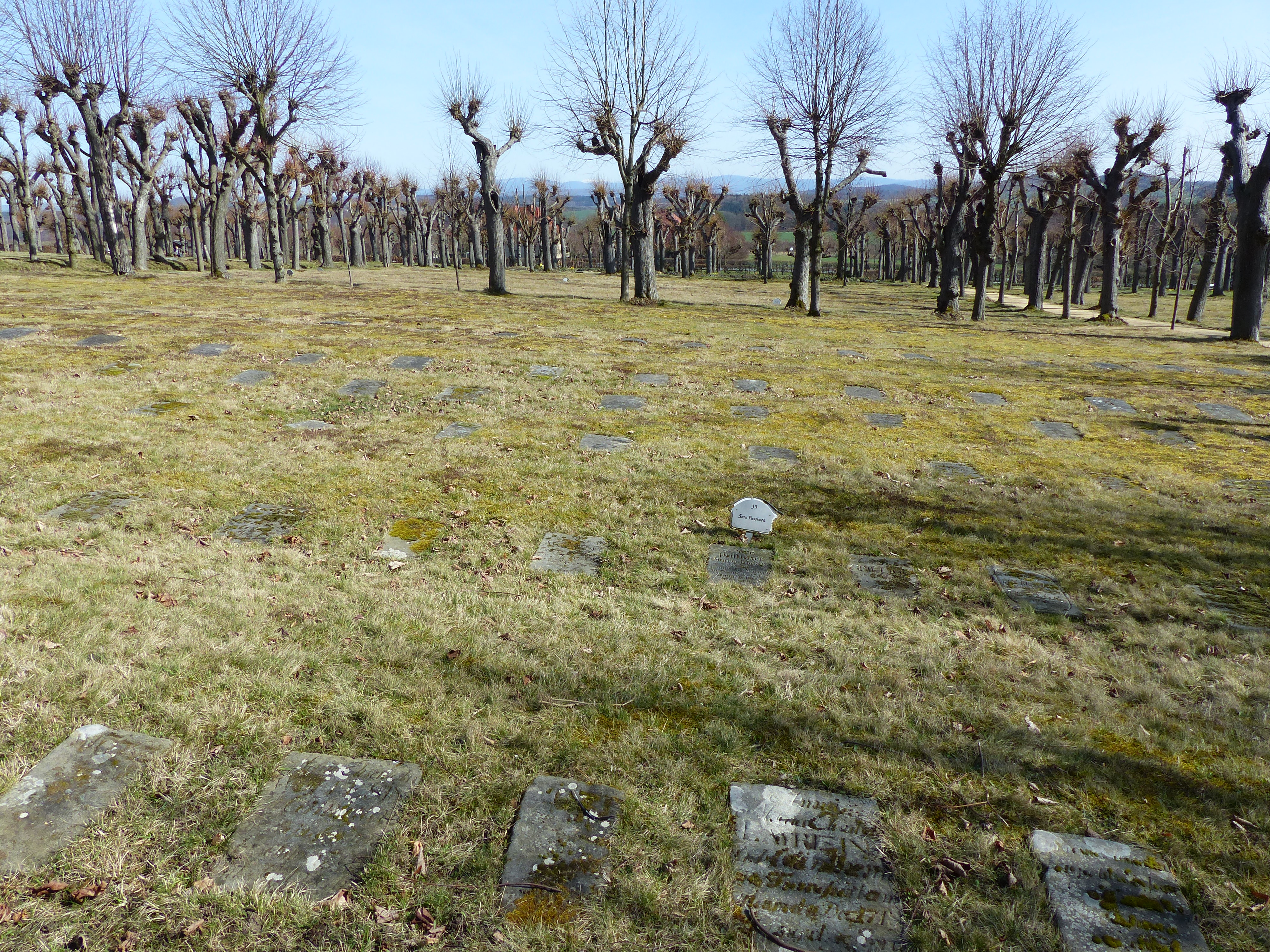
Pohled na hřbitovní náhrobky
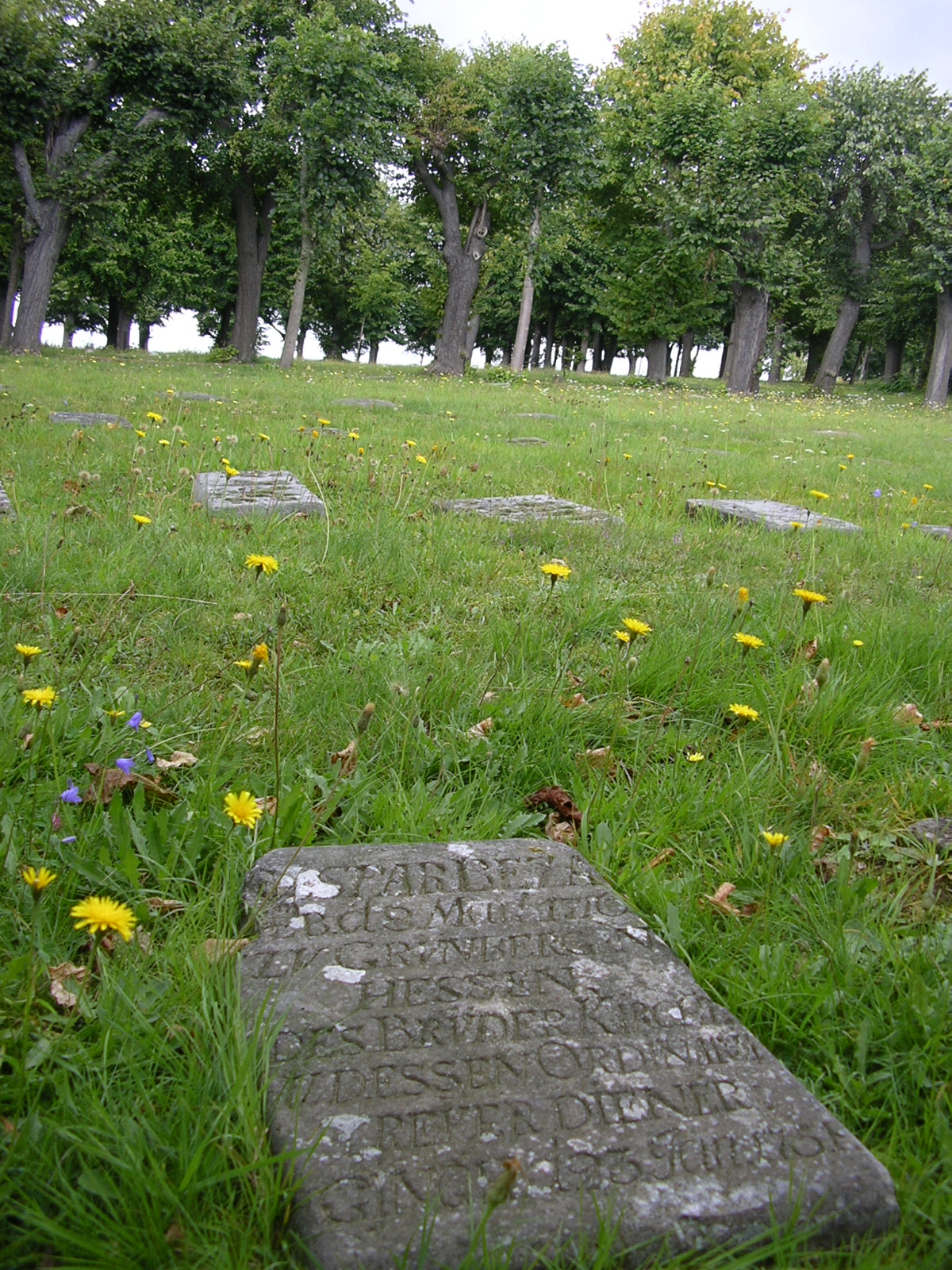
Detail náhrobku
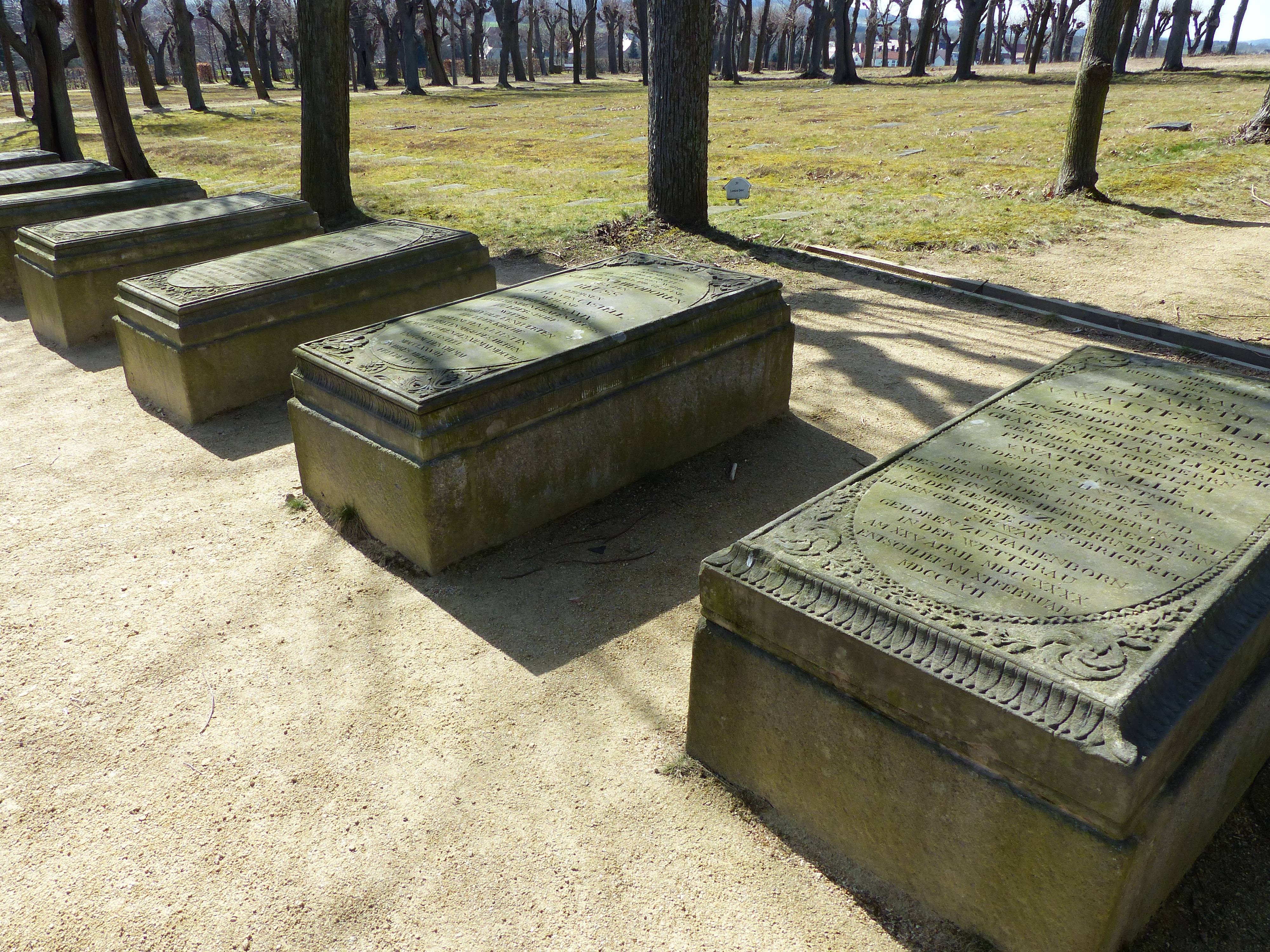
Náhrobky Zinzendorfovy rodiny
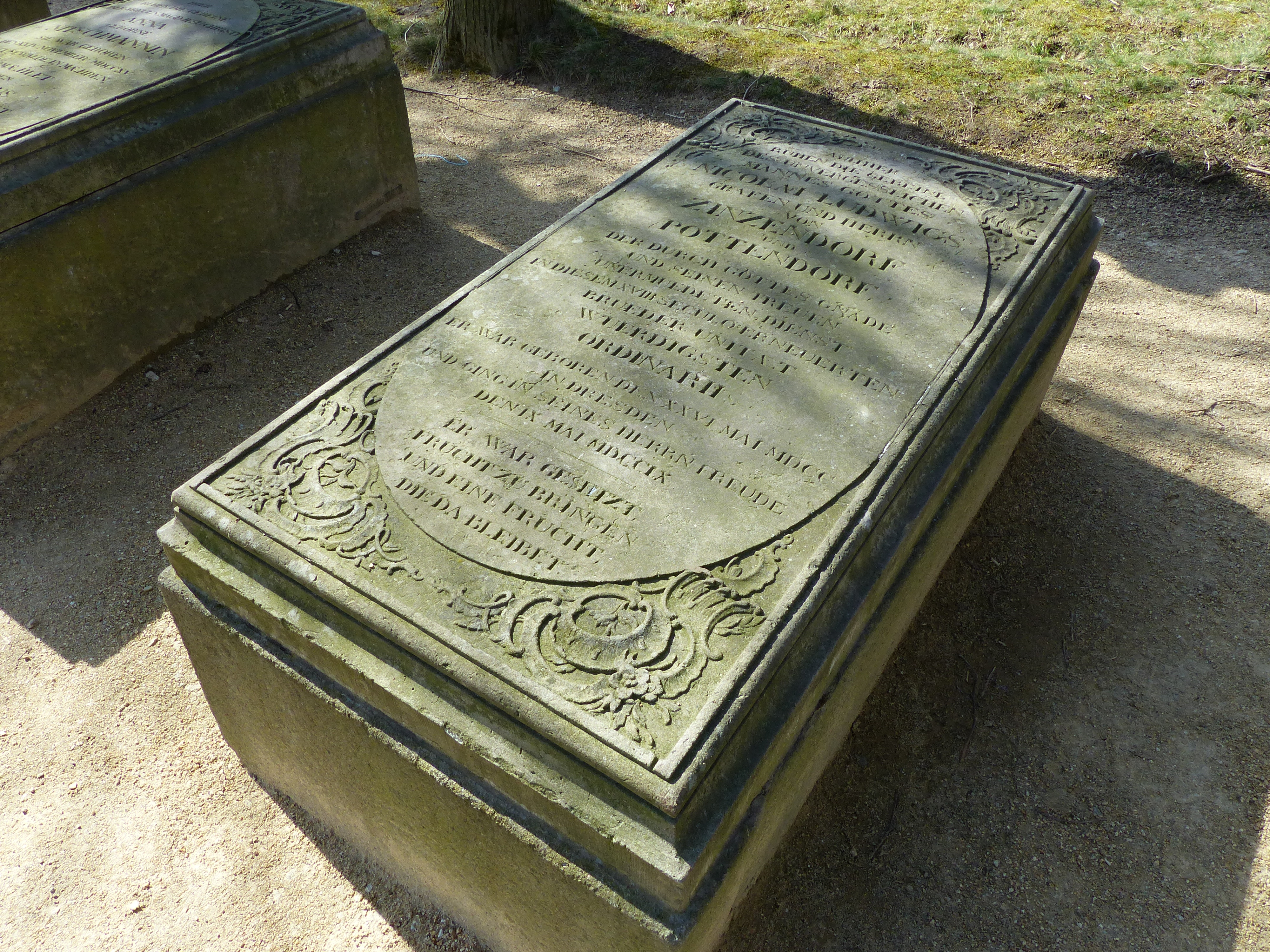
Zinzendorfův hrob

### Pomníky
- Pamětní kámen (Gedenkstein an die Ortsgründung Herrnhuts) – Pamětní kámen z roku 1822 připomíná založení Herrnhutu. Nachází se 1 km jihovýchodně od centra.
- Zinzendorfův pomník (Zinzendorf-Denkmal) – Zinzendorfův pomník v podobě pískovcové busty na žulovém podstavci.

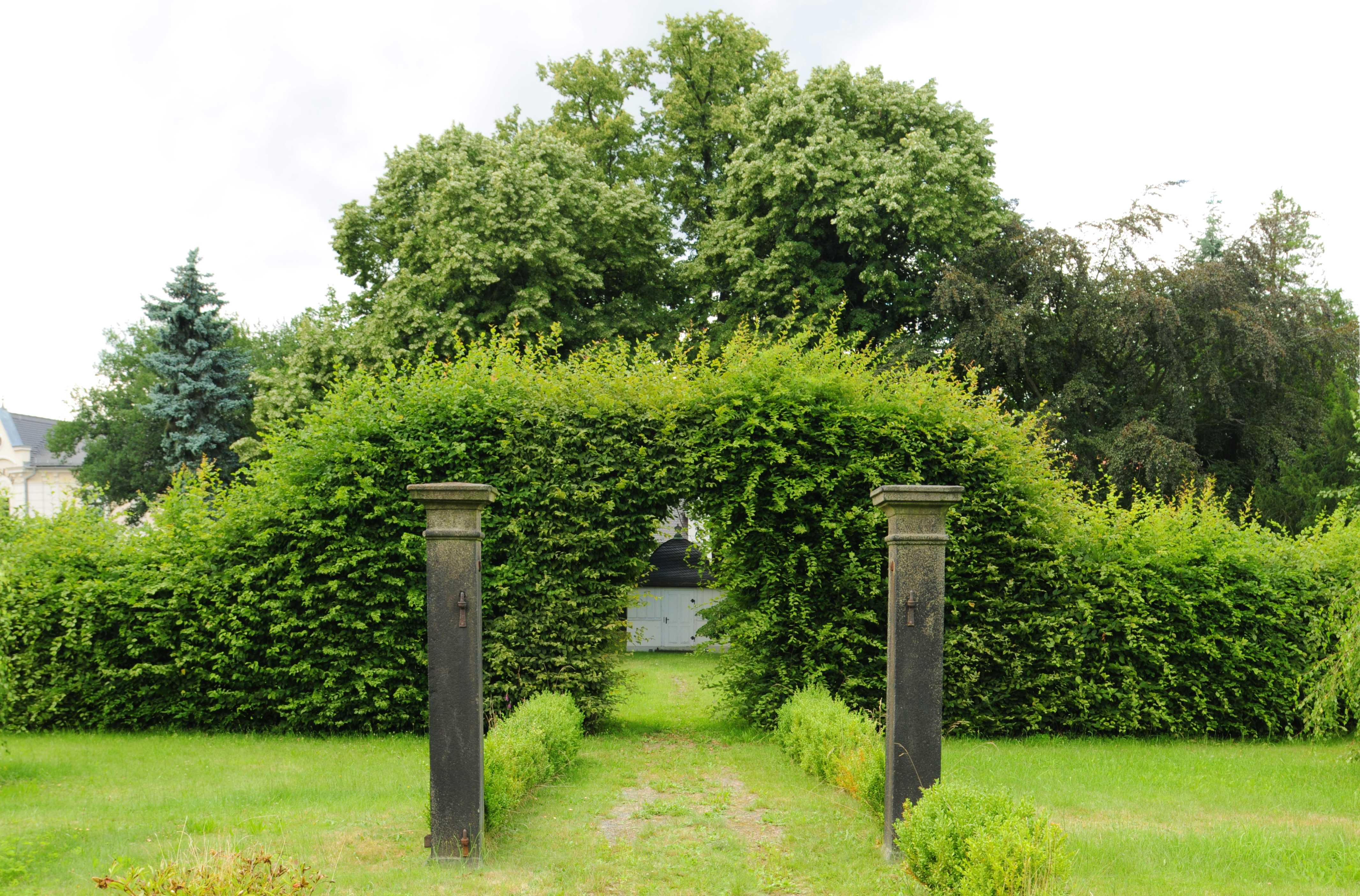
Dürningerova zahrada

### Parky
- Dürningerova zahrada (Dürninger-Garten) – Zahrada se zahradním domkem a čajovnou byla založena v 18. století.

## Kultura

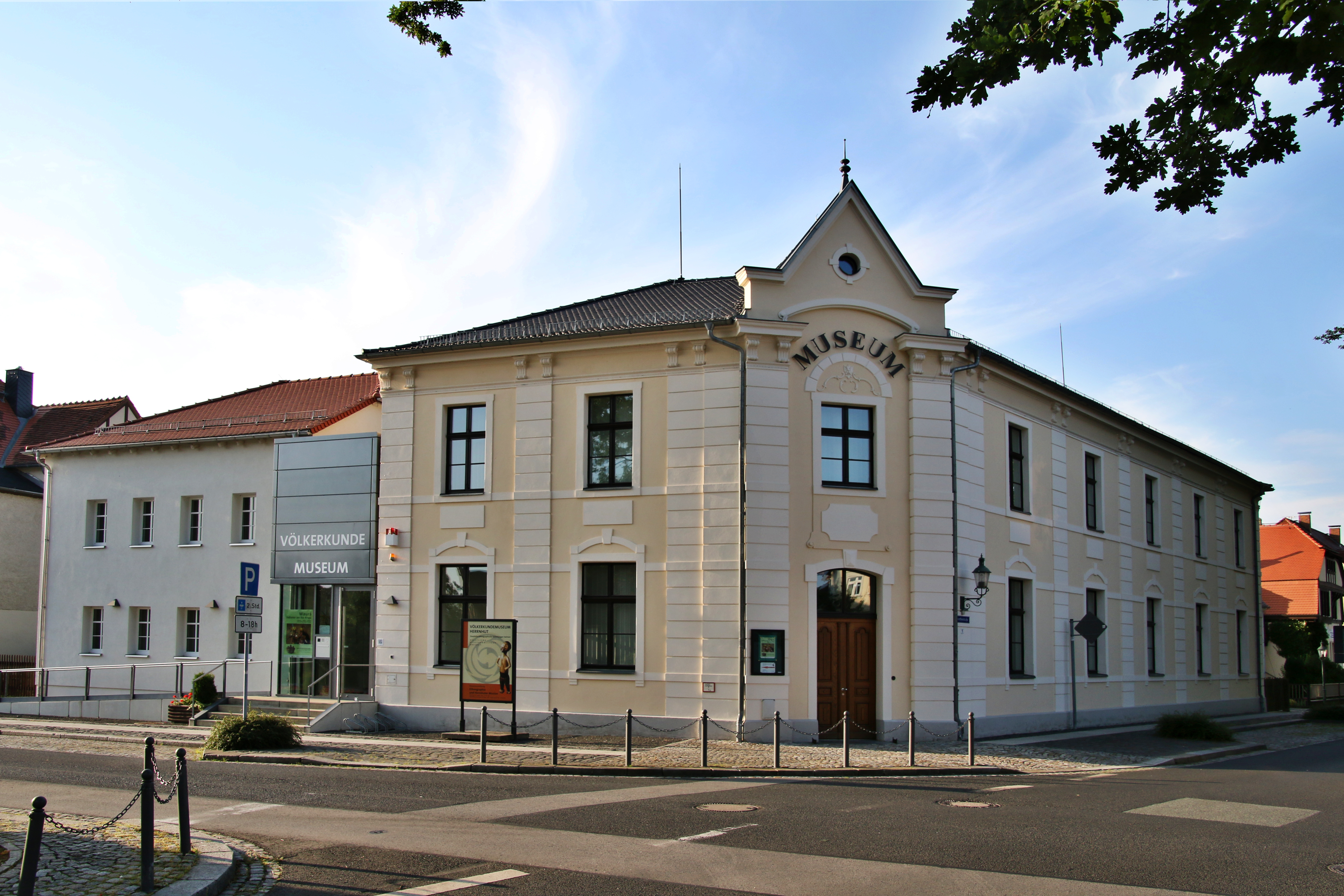
Etnografické muzeum

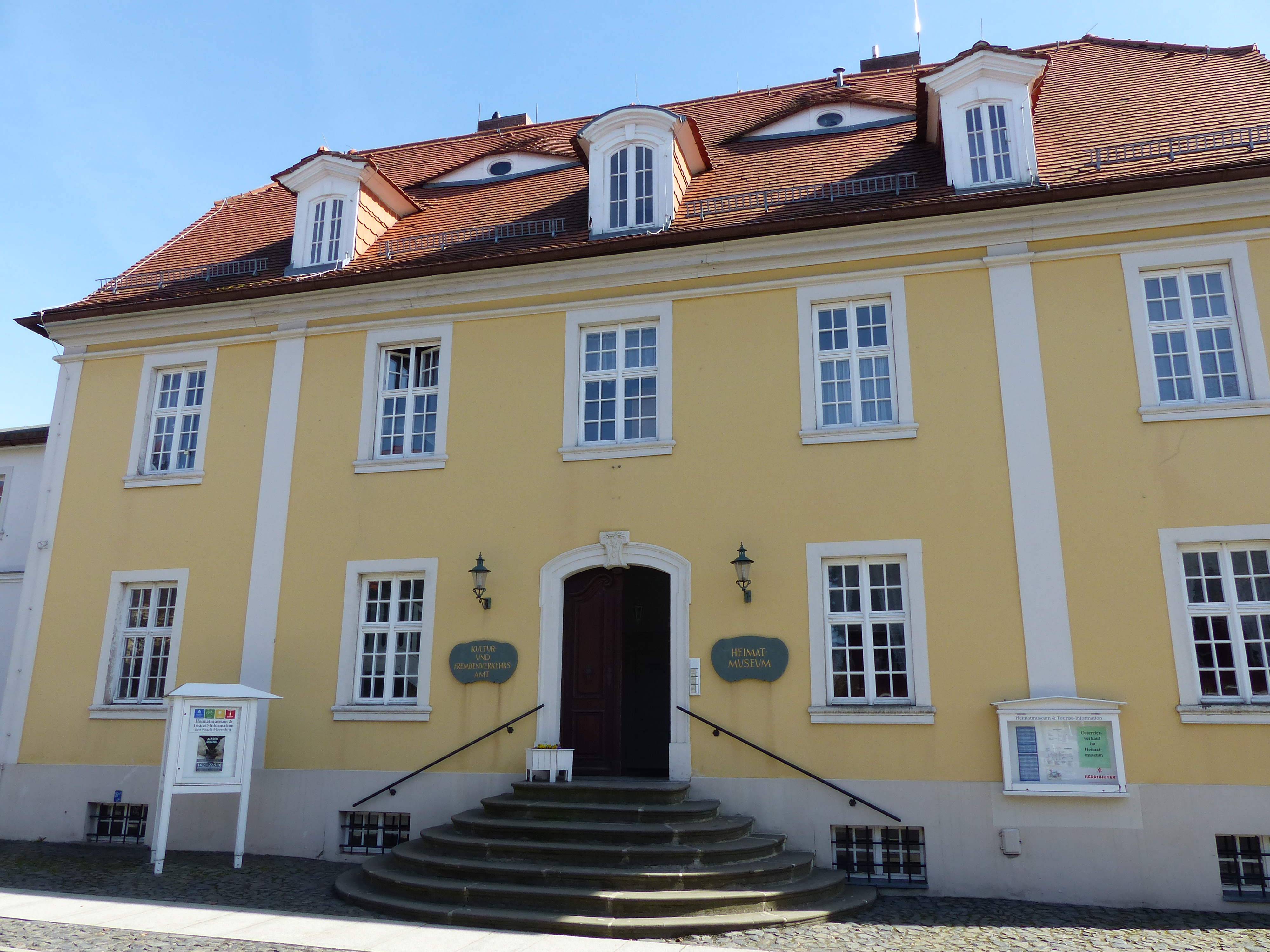
Vlastivědné muzeum

### Muzea a archivy
- Völkerkundemuseum – Etnografické muzeum založené v roce 1878 uchovává etnografické sbírky zahrnující kolem 6500 exponátů. Hlavní část těchto předmětů pochází ze sbírkové činnosti misionářů Obnovené Jednoty bratrské v letech 1878–1940. Muzeum, které založil lékárník Bernhard Kinne (1812–1895), je součástí Státních etnografických sbírek Saska, které spadají pod Státní umělecké sbírky v Drážďanech.[78]
- Heimatmuseum – Vlastivědné muzeum prezentuje v rámci expozice s obrazy a dokumenty dějiny herrnhutské Jednoty bratrské, které jsou bezprostředně spjaty s dějinami města. Kulturu bydlení v Herrnhutu muzeum přibližuje ve staroherrnhutském pokoji s biedermeierovým nábytkem a ručně vyrobenými tapetami. Autory vystavovaných obrazů jsou např. Anton Graff (1736–1813), Gustav Grunewald (1805–1878), Adolf Lier (1826–1886) a lužický malíř Max Langer (1897–1985).[79]
- Unitätsarchiv – Archiv Jednoty bratrské je centrální institucí světové Jednoty bratrské stejně jako její Evropské kontinentální provincie. Byl založen v roce 1764 na prvním synodu po Zinzendorfově smrti, který se konal v Zeistu. V Herrnhutu se nachází od roku 1820. Jeho současná budova je jako nejstarší k archivním účelům sloužící stavba v Sasku pod památkovou ochranou. V roce 1998 zde byl zprovozněn čtenářský sál, v letech 2000–2002 byl archiv rozšířen přístavbou. Archiválie v rozsahu 3000 běžných metrů, 30 000 životopisů misionářů a členů obce nebo 60 běžných metrů hudebnin obsahují cenné informace o životě herrnhutské komunity.[80]

### Pravidelné události
- Městský festival (Stadtfest)
- Výroční festival Herrnhutské diakonie (Jahresfest)
- Vánoční trh (Weihnachtsmarkt)

### Sport
V Herrnhutu je 10 sportovních klubů a spolků. Vedle dvou všeobecných městských sportovních spolků Herrnhuter Sportverein 90 e.V. a Sportgemeinschaft Strahwalde e.V. je zastoupen volejbal (Herrnhuter Volleyfanten e.V.), dva jezdecké spolky (Reitverein Großhennersdorf e.V., Reitverein Heuscheune e.V.) a střelecký klub (Großkaliberschützengilde Großhennersdorf e.V.).

## Ekonomika a infrastruktura

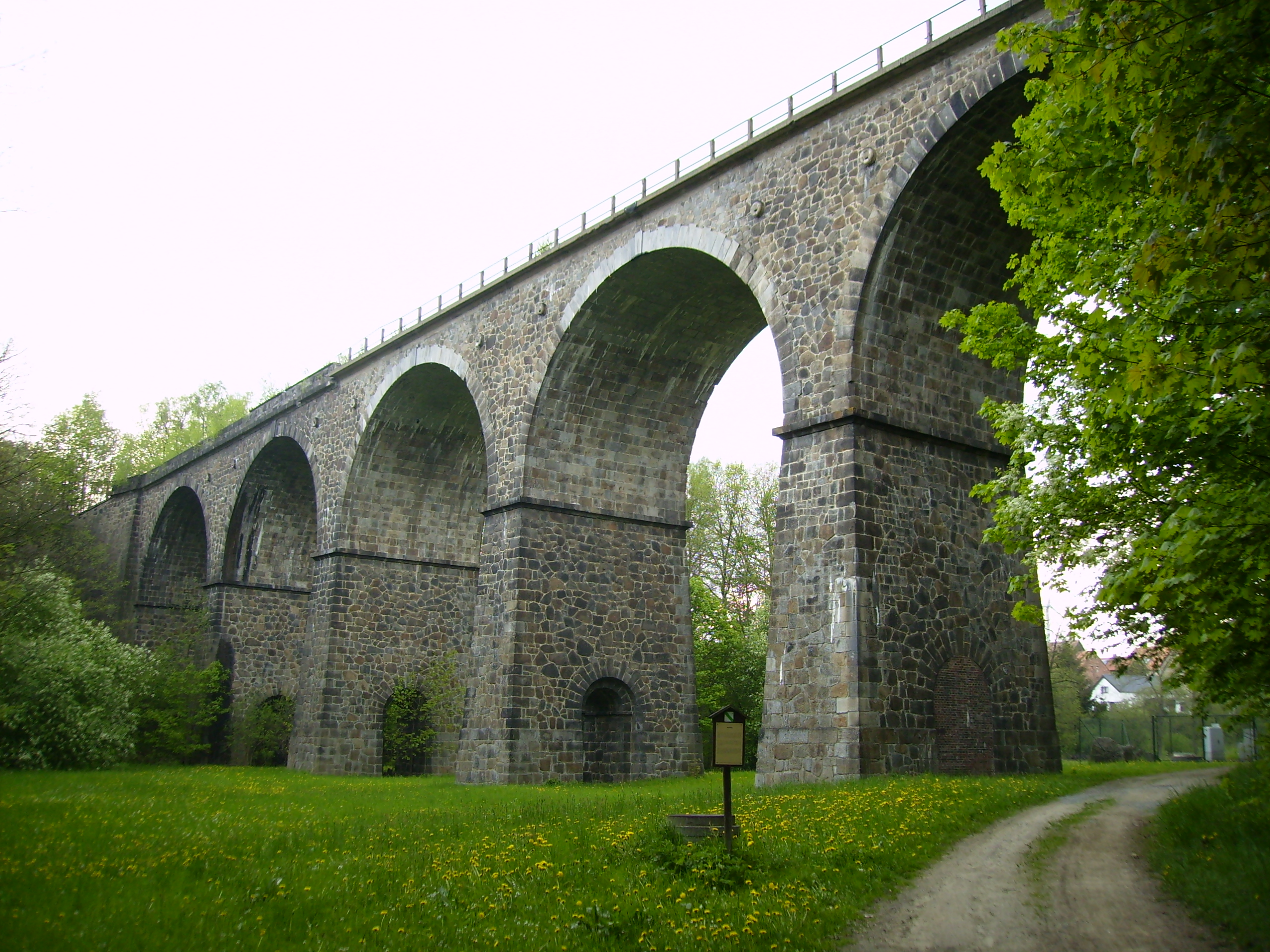
Herrnhutský viadukt

### Hlavní podniky
- Herrnhuter Sterne GmbH, manufaktura s turistickou prezentací výroby Herrnhutských hvězd
- Abraham Dürninger und Co GmbH, výroba potištěných a reklamních textilií, stolařství a prodejna potravin
- Gustav Winter GmbH, tiskárna a nakladatelská společnost
- Herrnhuter Diakonie, nadace herrnhutské obce Evangelické Jednoty bratrské
- Comenius-Buchhandlung Herrnhut GmbH, knihkupectví a obchod s hudebninami, papírnictví, nakladatelství, pořádání kulturních akcí

### Doprava
Středem města dlouho vedla spolková silnice 178. Vzhledem k rušnému provozu, který ještě narostl po vstupu České republiky do Evropské unie, vznikl plán pro silniční výstavbu, který má změnit trasu silnice B 178. Většina nových úseků silnice byla dokončena v roce 2011, takže ve městě došlo k odlehčení silniční dopravy mezi Löbau a Žitavou. Průjezdní silnice K 8610, která vede přes Löbauer Straße, Zinzendorfplatz a Zittauer Straße však nadále zatěžuje střed města značným provozem.
Osobní doprava na železniční trati Žitava-Herrnhut-Löbau byla v roce 1998 přerušena, ukončení nákladní dopravy následovalo v roce 2002.
Až do roku 1945 bylo nádraží v Herrnhutu výchozím bodem úzkorozchodné dráhy do Bernstadtu auf dem Eigen, která byla v rámci plnění válečných reparací vůči Sovětskému svazu rozebrána.

## Vzdělání
- Evangelické Zinzendorfovy školy v Herrnhutu (Evangelische Zinzendorfschulen Herrnhut) zahrnují gymnázium a vyšší školu. Obě školy, které navštěvuje asi 370 žáků, jsou provozovány nadací Evangelické Jednoty bratrské. Součástí učebního plánu je nabídka češtiny jako druhého cizího jazyka (vedle latiny a španělštiny) stejně jako předměty „Etika podnikání & diakonie“ a „Svět smyslů“ ve třídách 8–10.[82]
- Herrnhutská akademie pro politické a kulturní vzdělávání

## Osobnosti

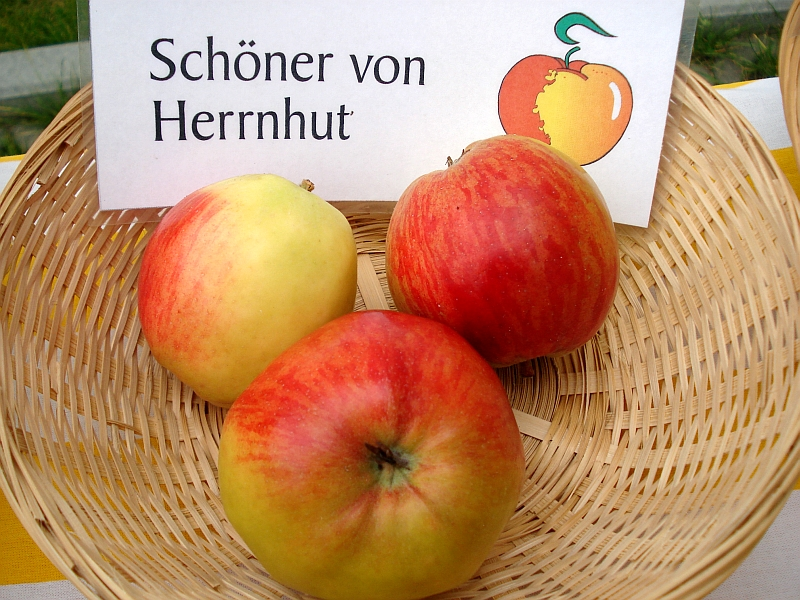
Odrůda jablek zvaná Schöner von Herrnhut, kterou kolem roku 1880 vyšlechtil A. Heintze

- Christian David (1692–1751), zakladatel Herrnhutu a misionář Jednoty bratrské
- Nikolaus Ludwig von Zinzendorf (1700–1760), luthersko-pietistický autodidaktický teolog, básník, zakladatel a biskup Obnovené Jednoty bratrské
- Erdmuthe Dorothea von Zinzendorf (1700–1756), pietistka a autorka církevních písní
- August Gottlieb Spangenberg (1704–1792), druhý zakladatel herrnhutské Jednoty bratrské
- Abraham Dürninger (1706–1773), kupec, diakon a herrnhutský bratr
- Jonathan Briant (1726–1810), zakladatel dánské bratrské obce Christiansfeld
- Renatus von Zinzendorf (1727–1752), autor církevních písní
- Christian Friedrich Quandt (1766–1806), lékař a spisovatel
- Ernst Christian August von Gersdorff (1781–1852), státní ministr Sasko-výmarsko-eisenašské vévodství, diplomat a účastník Vídeňského kongresu
- Heinrich August von Gersdorff (1793–1870), právník a homeopat
- Heinrich August Jäschke (1817–1883), misionář, jazykovědec a orientalista
- Adolf Heinrich Lier (1826–1882), malíř-krajinář
- Hugo Theodor Christoph (1831–1894), entomolog
- Martin Eugen Beck (1833–1903), paramentik (specialista na církevní textilie)
- Gustaf Dalman (1855–1941), teolog a badatel specializovaný na Palestinu
- Theo Schmuz-Baudiß (1859–1942), malíř, keramik a modelér porcelánu; umělecký ředitel Královské porcelánové manufaktury v Berlíně
- Otto Uttendörfer (1870–1954), teolog a ornitolog, proslavil se systematickým výzkumem stravy dravců a sov
- Herbert Fischer (1914–2006), vyslanec NDR v Indii
- Martin Clemens (* 1939), saský politik (CDU) a bývalý poslanec Saského zemského sněmu
- Lutz Wicke (1943–2017), environmentální ekonom, vysokoškolský učitel a státní sekretář
- Volkmar Wirth (* 1943), botanik, bývalý ředitel Státního přírodovědeckého muzea v Karlsruhe
- David Gill (* 1966), šéf Úřadu prezidenta Spolkové republiky Německa za vlády Joachima Gaucka ve funkci státního sekretáře